# Августовский путч
А́вгустовский путч (а́вгустовский кри́зис 1991, путч 1991 года) — попытка государственного переворота в Советском Союзе в августе 1991 года, одно из ключевых событий, предшествовавших распаду СССР. Государственный комитет по чрезвычайному положению (ГКЧП) — группа консервативно настроенных членов высшего руководства страны — попыталась отстранить от власти президента СССР Михаила Горбачёва и взять её в свои руки. Участники ГКЧП считали неприемлемыми предыдущие политические и экономические реформы Горбачёва, утрату международного влияния СССР на фоне революций 1989 года в Восточной Европе и распада социалистического блока и особенно планы подписания нового союзного договора. Формальным руководителем ГКЧП был вице-президент СССР Геннадий Янаев, но ключевой фигурой и основным организатором неудавшегося переворота стал председатель КГБ Владимир Крючков.
Путч начался как попытка заговорщиков сорвать подписание нового союзного договора, намеченное на 20 августа 1991 года. В ночь на 19 августа Горбачёв был изолирован сотрудниками КГБ на даче в Форосе и не участвовал в событиях последующих дней. По приказу министра обороны СССР Дмитрия Язова, тоже участника ГКЧП, в Москву были введены войска. Члены ГКЧП объявили, что Горбачёв не может исполнять свои полномочия «по состоянию здоровья», что в отдельных частях страны вводится чрезвычайное положение, и что решения ГКЧП отныне обязательны для неукоснительного исполнения всеми органами власти и гражданами. Путч, однако, столкнулся с сопротивлением со стороны властей РСФСР — президента РСФСР Бориса Ельцина и Верховного совета РСФСР. Ельцин выпустил ряд указов, в которых объявил действия ГКЧП государственным переворотом и переподчинял себе органы исполнительной власти, армию, КГБ и МВД СССР. В Москве на сторону Ельцина встали десятки тысяч горожан. Демонстранты окружили ставший центром сопротивления ГКЧП Дом Советов, не дав военным его захватить. Схожая ситуация возникла и в Ленинграде, где сопротивление путчу возглавил мэр города Анатолий Собчак. По стране в целом прошла волна митингов против «антиконституционного переворота».
К вечеру 21 августа солдаты и военная техника были выведены из Москвы «во избежание кровопролития», и 22 августа ГКЧП объявил о самороспуске — вскоре после этого участники путча были арестованы и смещены со своих постов. Хотя Горбачёв сохранял свой пост президента СССР, он потерял власть и влияние, как и общесоюзные органы власти в целом. Центральный комитет КПСС и Кабинет министров СССР были распущены, деятельность Коммунистической партии Советского союза приостановлена; Ельцин и правительство РСФСР взяли под свой контроль силовые органы и хозяйственные предприятия в пределах страны. Власти других союзных республик СССР поступили подобным образом, осудив путч и поочередно заявив о выходе из состава СССР — так называемый парад суверенитетов завершился в декабре 1991 года подписанием Беловежских соглашений с признанием распада СССР. Несколько видных участников путча, в том числе министр внутренних дел СССР Борис Пуго и маршал Сергей Ахромеев, вскоре после поражения покончили с собой при сомнительных обстоятельствах. Судебный процесс над участниками ГКЧП, проходивший в 1993—1994 годах, закончился освобождением почти всех обвиняемых по амнистии.

## Предыстория

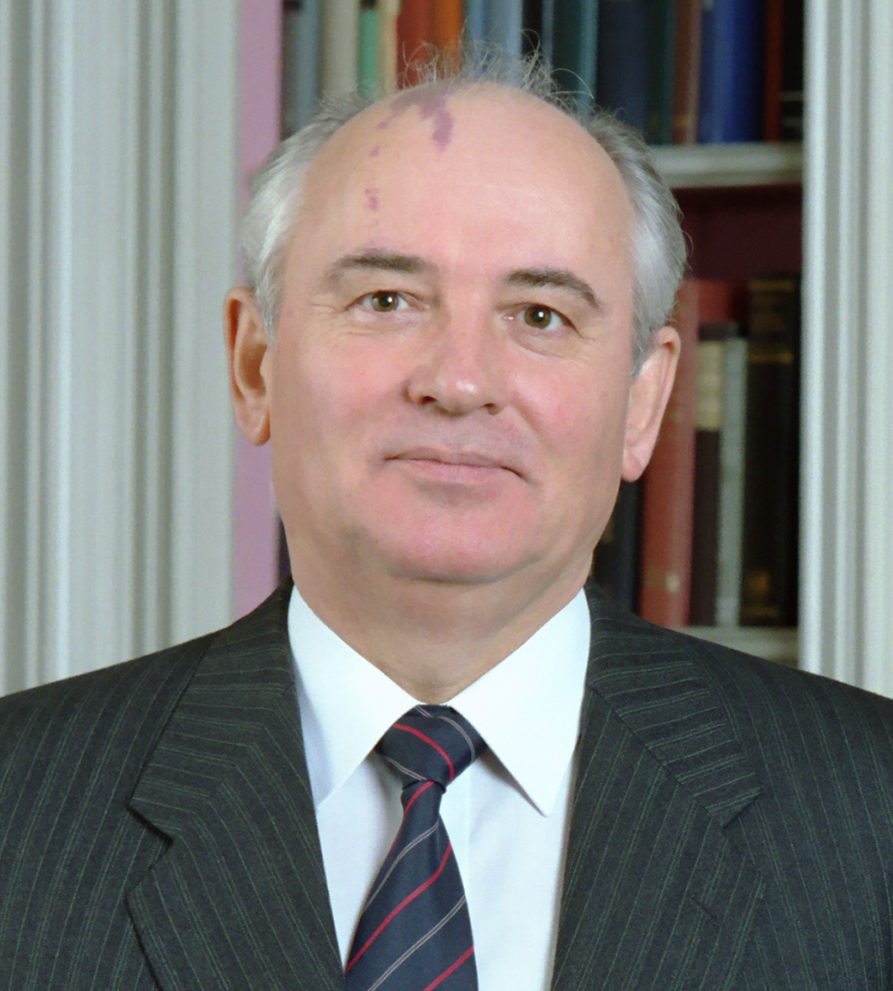
Президент СССР Михаил Горбачёв

После эпохи застоя экономика СССР оказалась в тяжёлом положении, страна была в кризисе, необходимо было срочно начать реорганизацию. Стоявший у власти М. С. Горбачев принял несколько попыток нормализовать ситуацию, проводя разнообразные реформы. Этот период получил название «перестройка». Нужного результата они не принесли: кризис усиливался, экономика и социальная сфера разваливались. В июле 1989 на Кузбассе начались самые масштабные забастовки шахтёров в истории СССР.
В том же 1989 году в результате выборов в Съезд народных депутатов СССР — высший орган власти СССР пришло большое количество оппозиционных политиков: Андрей Сахаров, Юрий Афанасьев, Борис Ельцин, Гавриил Попов, Галина Старовойтова и др., требующих переход к многопартийной демократии, отмену цензуры и главенствующего положения КПСС, прописанного в 6-й статье Конституции СССР, легализацию частной собственности. В 1990 году на выборах в республиканские и местные советы оппозиция завоевала большинство в Москве и Ленинграде, а в Литве, Латвии и Эстонии оппозиционные силы, придя к власти, провозгласили государственную независимость.
В мае 1990 года начал работать I съезд народных депутатов РСФСР, мартовские выборы которых выиграли «демократы». Председателем президиума Верховного Совета РСФСР избран Б. Ельцин, председателем правительства РСФСР стал И. Силаев, одним из его заместителей — Г. Явлинский. Руководство Москвой и Ленинградом — также у «демократов», Моссовет возглавил Г. Попов, Ленсовет — А. Собчак.
В национальных республиках начался «парад суверенитетов». В 1990 году Литва первой из союзных республик объявила о своей независимости. На её территории было прекращено действие Конституции СССР. Вслед за Литвой о своём суверенитете объявили Латвия, Азербайджан, Грузия, Узбекистан, Молдавия, Украина и другие республики. 12 июня 1990 года была принята Декларация о государственном суверенитете РСФСР. В августе — октябре 1990 года за «парадом суверенитетов» союзных республик последовал «парад суверенитетов» автономных образований и даже некоторых регионов в составе РСФСР.
С 11 по 13 января 1991 года в Литве (в основном в Вильнюсе) происходят столкновения между сторонниками независимой Литвы с одной стороны и военнослужащими ВС СССР с другой. В ходе столкновений погибло 14 человек. Ситуация повторилась в Латвии 20 января, когда в результате штурма здания МВД Латвии в Риге просоюзно настроенным рижским ОМОНом погибли 5 человек.
В феврале 1991 года в Москве почти ежедневно проходили массовые демонстрации демократической оппозиции с антикоммунистическими и антигорбачёвскими лозунгами. 4 февраля 1991 года в демонстрации против КПСС приняло участие в центре города около 100 тысяч человек. Число митингующих в других частях Москвы превысило 150 тысяч человек.
20 августа в подмосковной резиденции Михаила Горбачёва Ново-Огарёво представители Белорусской ССР, Казахской ССР, РСФСР, Таджикской ССР и Узбекской ССР должны были подписать новый союзный договор, а осенью договор должны были подписать — Азербайджанская ССР, Киргизская ССР, Украинская ССР и Туркменская ССР. Новый союзный договор должен был прийти на смену Договору 1922 года об образовании СССР — на основании этого договора СССР должен был быть реорганизован в Союз Советских Суверенных Республик (Союз Суверенных Государств). В случае подписания нового договора и упразднения существовавшей структуры управления СССР ряд высокопоставленных должностных лиц правительства СССР могли лишиться своих высших государственных должностей. В июле 1991 года на конфиденциальной встрече Горбачёва, Ельцина и Назарбаева была достигнута договорённость, что премьер-министром нового Союза должен стать Назарбаев, а состав кабинета министров должен быть радикально обновлён. По версии Горбачёва, разговор был записан сотрудниками КГБ, и его содержание стало известно членам ГКЧП.
4 августа 1991 года Горбачев отправился отдыхать в Крым на дачу в Форосе (объект «Заря»), планируя вернуться в Москву к назначенной на 20 августа дате подписания Союзного договора.

## Создание ГКЧП

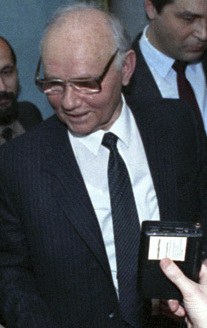
Глава КГБ Владимир Крючков — один из ключевых организаторов путча

18 августа 1991 года создан Государственный комитет по чрезвычайному положению (ГКЧП), в состав которого вошли вице-президент СССР Геннадий Янаев, ряд партийных функционеров и руководителей из ЦК КПСС, правительства СССР, армии и КГБ. ГКЧП провозгласил себя органом «для управления страной и эффективного осуществления режима чрезвычайного положения», решения которого общеобязательны для исполнения на всей территории СССР, а также объявил, что Г. Янаев становится и. о. президента СССР «в связи с невозможностью по состоянию здоровья исполнения Михаилом Горбачёвым своих обязанностей Президента СССР». Действия ГКЧП сопровождались объявлением чрезвычайного положения в Москве, приостановлением деятельности политических партий, общественных организаций и массовых движений, препятствующих нормализации обстановки; запретом проведения митингов, уличных шествий, демонстраций, а также забастовок; установлением контроля над СМИ, временным приостановлением выпусков некоторых центральных, московских городских и областных общественно-политических изданий. Основное противостояние непосредственно в период описываемых событий проходило между ГКЧП и высшими органами власти РСФСР.
За несколько дней до объявления чрезвычайного положения члены ГКЧП приказали псковскому заводу аппаратуры дальней связи изготовить и послать в Москву 250 тыс. пар наручников, а также «предварительно отпечатали стопки бланков ордеров на арест».
Основной целью создания ГКЧП, по словам одного из его активных участников — Геннадия Янаева, было недопущение подписания нового союзного договора, который, по мнению участников ГКЧП, упразднял СССР.
Несмотря на то что номинальным главой ГКЧП был Г. И. Янаев, по мнению ряда экспертов, «подлинной душой» комитета являлся Владимир Крючков. О ведущей роли Крючкова неоднократно упоминается и в материалах служебного расследования, проведённого КГБ СССР в сентябре 1991 г. Глава Совета Министров РСФСР Иван Силаев называл «главным идеологом переворота» спикера союзного парламента Анатолия Лукьянова. Несмотря на это, по мнению Президента России Бориса Ельцина, «в ГКЧП не было лидера и авторитетного человека, чьё мнение становилось бы мотором и сигналом к действию».

### Активные члены и сторонники ГКЧП
Знаком * отмечены лица, формально не входившие в состав ГКЧП, но активно его поддержавшие и впоследствии привлекавшиеся в качестве обвиняемых по «делу ГКЧП», рассматриваемого Военной коллегией Верховного Суда РФ.
- Бакланов Олег Дмитриевич (1932—2021) — первый заместитель председателя Совета обороны СССР;
- Варенников Валентин Иванович* (1923—2009) — главнокомандующий Сухопутными войсками — заместитель министра обороны СССР, генерал армии, Герой Советского Союза;
- Крючков Владимир Александрович (1924—2007) — председатель КГБ СССР, генерал армии;
- Лукьянов Анатолий Иванович* (1930—2019) — председатель Верховного Совета СССР;
- Павлов Валентин Сергеевич (1937—2003) — премьер-министр СССР;
- Плеханов Юрий Сергеевич* (1930—2002) — начальник 9-го Управления (Службы охраны) КГБ СССР, генерал-лейтенант;
- Пуго Борис Карлович (1937—1991) — министр внутренних дел СССР, генерал-полковник;
- Стародубцев Василий Александрович (1931—2011) — председатель Крестьянского союза СССР;
- Тизяков Александр Иванович (1926—2019) — президент Ассоциации государственных предприятий и объектов промышленности, строительства, транспорта и связи СССР;
- Шенин Олег Семёнович* (1937—2009) — член Политбюро ЦК КПСС, секретарь ЦК КПСС;
- Язов Дмитрий Тимофеевич (1924—2020) — министр обороны СССР; Маршал Советского Союза
- Янаев Геннадий Иванович (1937—2010) — вице-президент СССР.

Также в связи с августовскими событиями 1991 года находились под следствием следующие лица, которые перед судом по различным причинам не предстали:
- Болдин Валерий Иванович (1935—2006) — руководитель аппарата Президента СССР;
- Генералов Вячеслав Владимирович (р. 1946) — заместитель начальника 9-го Управления КГБ СССР, начальник охраны Генерального секретаря ЦК КПСС, Президента СССР М. С. Горбачёва (до 1991 г.), с 18 августа 1991 года начальник охраны резиденции Президента СССР в Форосе, генерал-майор;
- Грушко Виктор Фёдорович (1930—2001) — 1-й заместитель председателя КГБ СССР, генерал-полковник;
- Калинин Николай Васильевич (1937—2008) — командующий войсками Московского военного округа, генерал-полковник, член Политбюро ЦК КП РСФСР.

Под вопрос ставились действия Медведева Владимира Тимофеевича (1937—2024) — генерал-майора, начальника охраны М. С. Горбачёва.
ГКЧП также поддержали многие видные члены руководства КПСС, КГБ, МВД и МО СССР, члены советского правительства.

## Хронология переворота

### 18 августа
Министр обороны Дмитрий Язов и председатель КГБ Владимир Крючков провели совещания в своих ведомствах в рамках подготовки к введению чрезвычайного положения. Язов приказал подготовить ввод в Москву трёх дивизий, а Крючков передал своему заместителю Валерию Лебедеву список из 69 лидеров демократического движения, за которыми нужно установить слежку, а по получении приказа — арестовать.

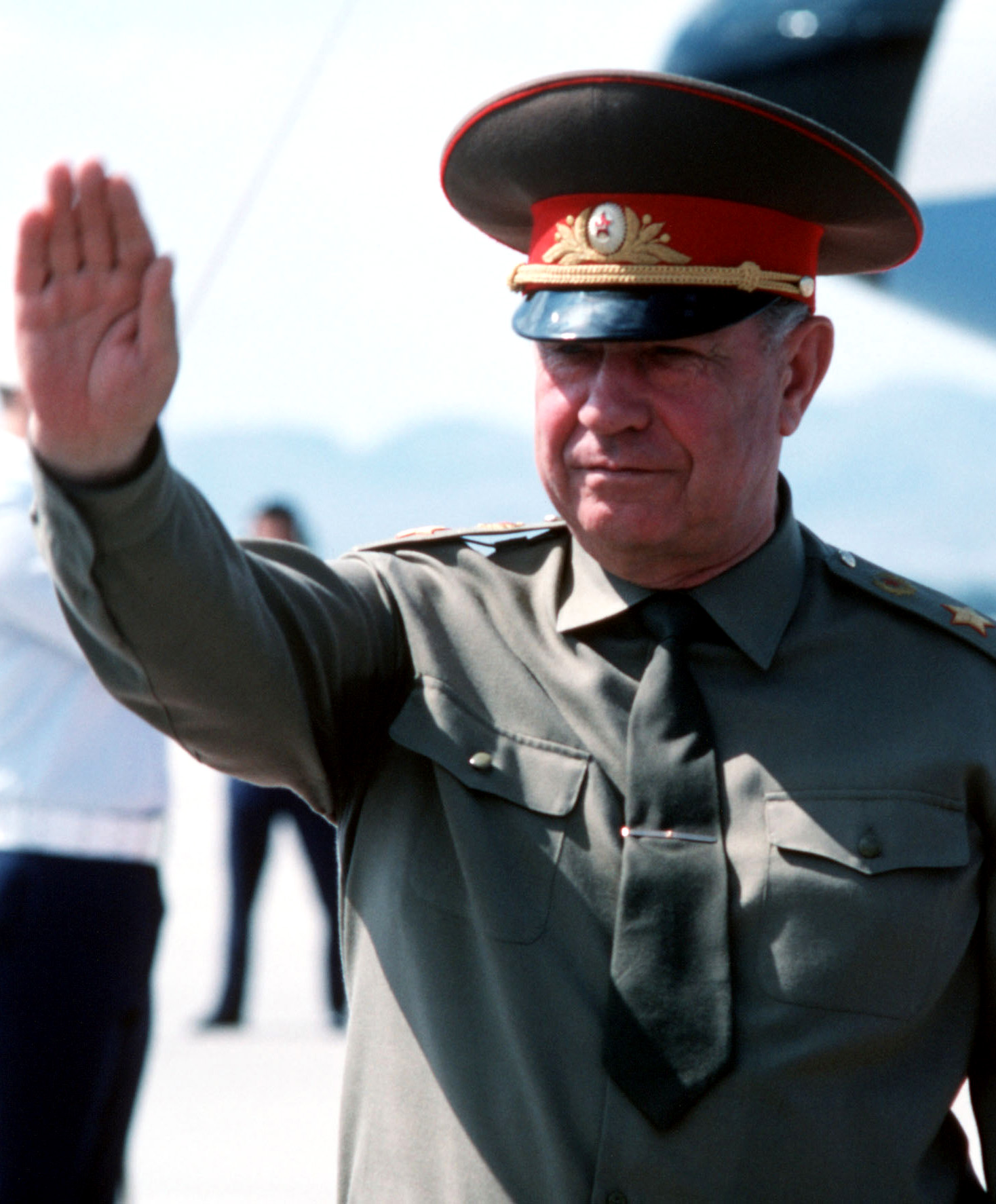
Член ГКЧП и министр обороны СССР Дмитрий Язов

13:00 О. Д. Бакланов, О. С. Шенин, В. И. Болдин, генерал В. И. Варенников и начальник 9-го управления КГБ Ю. С. Плеханов вылетели из Москвы в Крым для переговоров с Президентом СССР Горбачёвым, чтобы заручиться его согласием на введение чрезвычайного положения. Около 17 часов они встретились с Горбачёвым, однако Горбачёв отказался дать им своё согласие.
16:32: на президентской даче были отключены все виды стационарной связи, включая канал, обеспечивавший управление стратегическими ядерными силами СССР.
19:00: Министр обороны Язов пригласил к себе генерала Грачева и приказал привести войска ВДВ в боевую готовность. В это время начинается совещание под руководством В. Ф. Грушко в КГБ СССР, на котором обсуждался вопрос о задачах войск Министерства обороны, КГБ и МВД СССР в условиях чрезвычайного положения.
20:00: Янаев, Павлов, Крючков, Язов, Пуго, Лукьянов собираются в кремлёвском кабинете премьер-министра, обсуждают и правят документы ГКЧП.
23:25: Янаев, сославшись на статью 127. 7 Конституции СССР, подписывает указ о временном возложении на себя президентских полномочий со следующего дня, 19 августа, «в связи с невозможностью по состоянию здоровья исполнения Горбачёвым Михаилом Сергеевичем своих обязанностей Президента СССР».

### 19 августа
01:00: Янаев подписывает документы о формировании Государственного комитета по чрезвычайному положению в составе себя, Павлова, Крючкова, Язова, Пуго, Бакланова, Тизякова и Стародубцева (в числе этих документов «Обращение к советскому народу»). Присутствующие члены ГКЧП подписывают Постановление ГКЧП № 1, в котором говорится о введении «в отдельных местностях СССР» чрезвычайного положения сроком на шесть месяцев с 04:00 по московскому времени 19 августа, о запрете митингов, демонстраций и забастовок, о приостановке деятельности политических партий, общественных организаций и массовых движений, препятствующих нормализации обстановки, а также о выделении всем желающим жителям городов 15 соток земли в личное пользование.
03:30: Министр обороны Дмитрий Язов открывает большое совещание, на котором объявляет о болезни Горбачева и создании ГКЧП. Спецбригада ВДВ, находившаяся в поселке Медвежьи Озера, получает приказ: в 6 утра быть у телецентра Останкино. Тульское подразделение ВДВ направлено в аэропорт Тушино. Все генералы получают особые приказы. Через полчаса Севастопольский полк погранвойск КГБ СССР блокирует президентскую дачу в Форосе. По распоряжению начальника штаба войск ПВО СССР генерал-полковника Игоря Мальцева двумя тягачами перекрыта взлётная полоса, на которой расположены лётные средства Президента — самолёт Ту-134 и вертолёт Ми-8. Ночью «Альфа» выдвинулась к даче Ельцина в Архангельском, но не блокировала президента и не получила указания предпринять по отношению к нему каких-либо действий. Язов отрицает, что готовилась акция против Ельцина.
В 06:00 средства массовой информации СССР объявляют о неспособности Президента СССР Горбачёва М. С. выполнять свои функции по состоянию здоровья, и о переходе всей полноты власти согласно союзной конституции к вице-президенту страны Геннадию Янаеву. Также было объявлено, что для управления страной и эффективного осуществления режима чрезвычайного положения создан Государственный комитет по чрезвычайному положению (ГКЧП). Комитет объявил о введении в отдельных местностях страны чрезвычайного положения (на самом деле ГКЧП ввёл чрезвычайное положение только в Москве).
Тем временем Ельцин в экстренном порядке мобилизовал всех своих сторонников в верхних эшелонах власти, самыми видными из которых оказались Р. И. Хасбулатов, А. А. Собчак, Г. Э. Бурбулис, М. Н. Полторанин, С. М. Шахрай, В. Н. Ярошенко. Коалиция составила и рассылала по факсу воззвание «К гражданам России». Ельцин подписал указ «О незаконности действий ГКЧП». Рупором противников ГКЧП стало «Эхо Москвы». Г. Бурбулис вспоминал заседание в Архангельском: «Мы убеждали Б. Ельцина выступить в поддержку М. Горбачева. Поначалу Б. Ельцину и нашим сторонникам было трудно это принять. Но тем самым мы ставили Комитет по чрезвычайному положение вне закона. Всю личную неприязнь между Б. Ельциным и М. Горбачевым необходимо было отодвинуть в сторону, чтобы дать отпор путчистам».

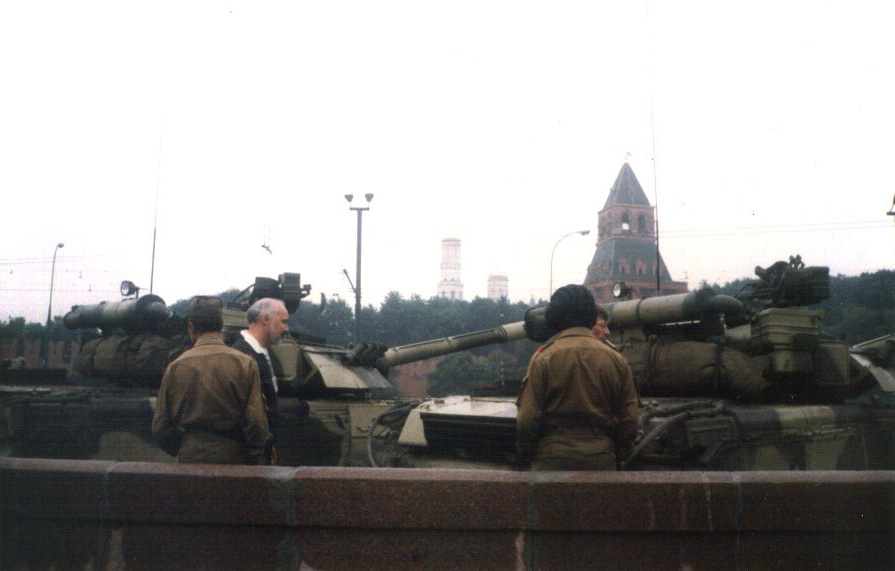
Танки на Красной площади во время путча 1991 года.

В 07:00 по приказу министра обороны Язова в Москву выдвигаются Таманская мотострелковая дивизия, Кантемировская танковая дивизия, 106-я (Тульская) воздушно-десантная дивизия. Самолётами военно-транспортной авиации предусматривалось десантирование посадочным способом ещё одной воздушно-десантной дивизии. Одновременно вводились воздушно-десантные дивизии в Ленинград и Киев. Личный состав соединений о цели этих необычных перемещений не был поставлен в известность. В 06:30 утра командующий войсками Киевского военного округа генерал В. Чечеватов проинформировал Леонида Кравчука о создании ГКЧП. Под Киевом на военный аэродром «Борисполь-2» высадилась Полоцкая десантная дивизия.
Президент РСФСР Б. Н. Ельцин в 09:00 прибывает в «Белый дом» (Верховный Совет РСФСР) и организует центр сопротивления действиям ГКЧП. Сопротивление принимает форму митингов, которые собираются в Москве у Белого дома на Краснопресненской набережной и в Ленинграде на Исаакиевской площади у Мариинского дворца.

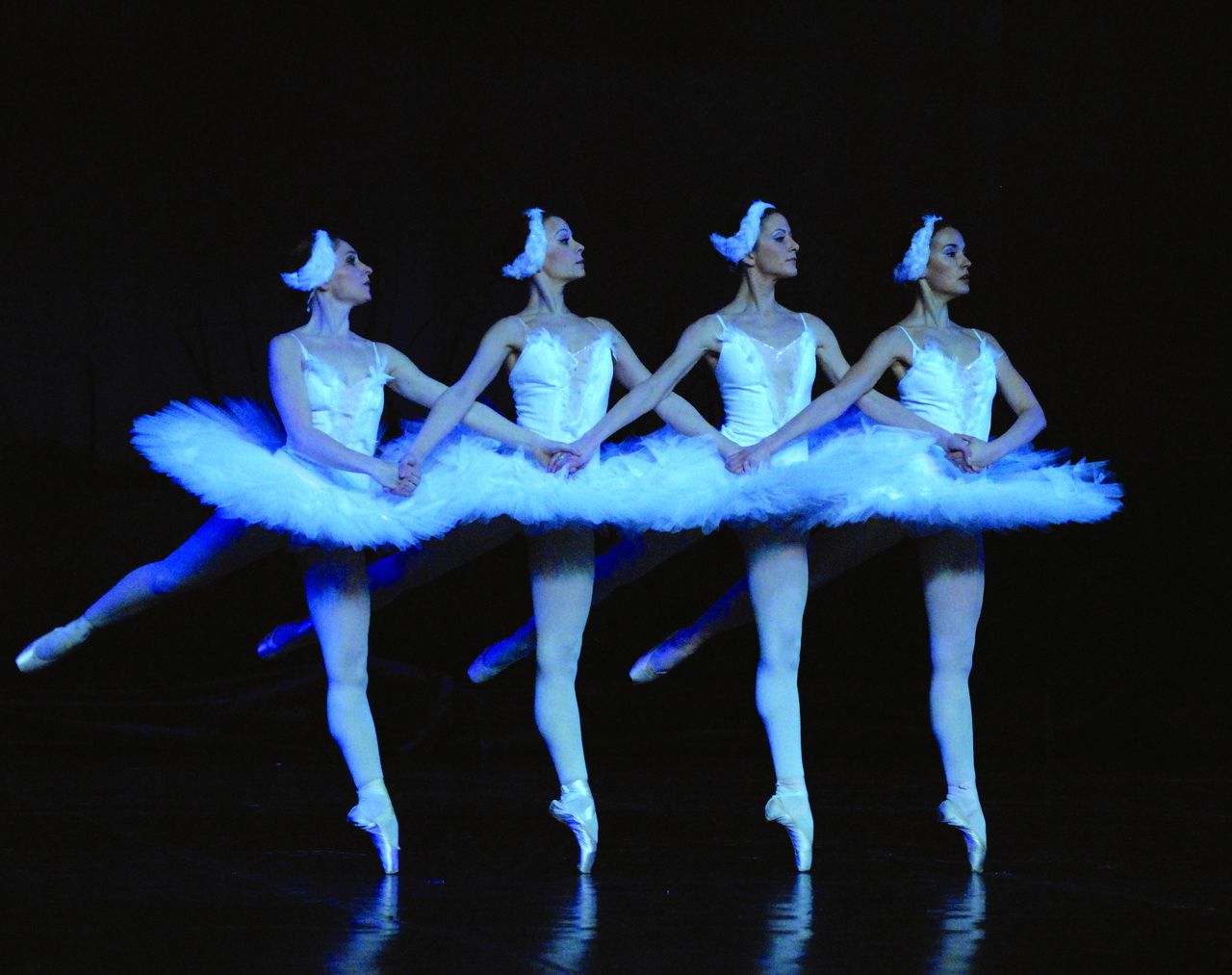
Балет «Лебединое озеро» стал неофициальным символом августовского путча

В 08:00 десантными войсками берётся под охрану телецентр в Останкино. Отключаются телепередатчики Российского ТВ. Все каналы перекоммутируются на 1 программу, где передаётся заявление Лукьянова и документы ГКЧП, в перерывах — балет «Лебединое озеро», который стал неофициальным символом августовского путча. Через час министр обороны Язов подписывает директиву о приведении вооружённых сил в повышенную боевую готовность. С 09:30 в Москве начинается передвижение отдельных военных колонн — армейских грузовиков, БТР, танков.
С 10:00 с помощью выделенных по указанию министра внутренних дел СССР Пуго экипажей ГАИ, войска в течение дня занимают отведённые им позиции в центре Москвы. Надлежало взять под охрану Центральный телеграф, ТАСС, телецентр в Останкино, радиостанции, ТЭЦ, водонапорные станции, мосты и подъезды к ним. Подразделения специального назначения КГБ и МВД СССР блокируют Манежную площадь и Кремль. Между тем, непосредственно у Белого дома располагается бронетехника 137-го парашютно-десантного полка 106-й воздушно-десантной дивизии под командованием генерал-майора А. И. Лебедя и танки Таманской дивизии. Подразделениями мотострелков из Таманской дивизии занят Центральный телеграф, всем находившимся приказано покинуть помещение. В то же время по телетайпам, находящимся вне операционного зала, продолжает передаваться информация, в том числе из Белого дома.
С 11:00 на Манежной площади начинают собираться люди с трёхцветными флагами, портретами Сахарова и Ельцина. Народные депутаты РСФСР и Моссовета призвали собравшихся к бессрочной забастовке. Раздаётся призыв: «Все на защиту Белого дома!». Многотысячная колонна граждан направляется по Тверской к Белому дому. В 12:15 у Белого дома собрались несколько тысяч человек, к ним вышел Борис Ельцин. Перед парадной лестницей Белого дома Ельцин зачитал с танка № 110 Таманской дивизии «Обращение к гражданам России», в котором назвал действия ГКЧП «реакционным, антиконституционным переворотом» и призвал граждан страны «дать достойный ответ путчистам и требовать вернуть страну к нормальному конституционному развитию». Из среды митингующих создаются безоружные отряды ополченцев под командованием депутата генерал-полковника К. И. Кобца. Деятельное участие в ополчении принимают ветераны-афганцы и сотрудники частного охранного предприятия «Алекс». Вскоре после начала митинга к Манежной площади со стороны Большого театра начала движение колонна БТР, однако несколько тысяч человек, взявшись за руки, остановили их перед площадью. На Манежную площадь со стороны ул. Герцена, Тверской, Нового Арбата, Лубянки пытаются пробиться колонны бронетранспортеров. Люди остановили их на подступах к площади и начали воздвигать заслоны из автобусов и троллейбусов.

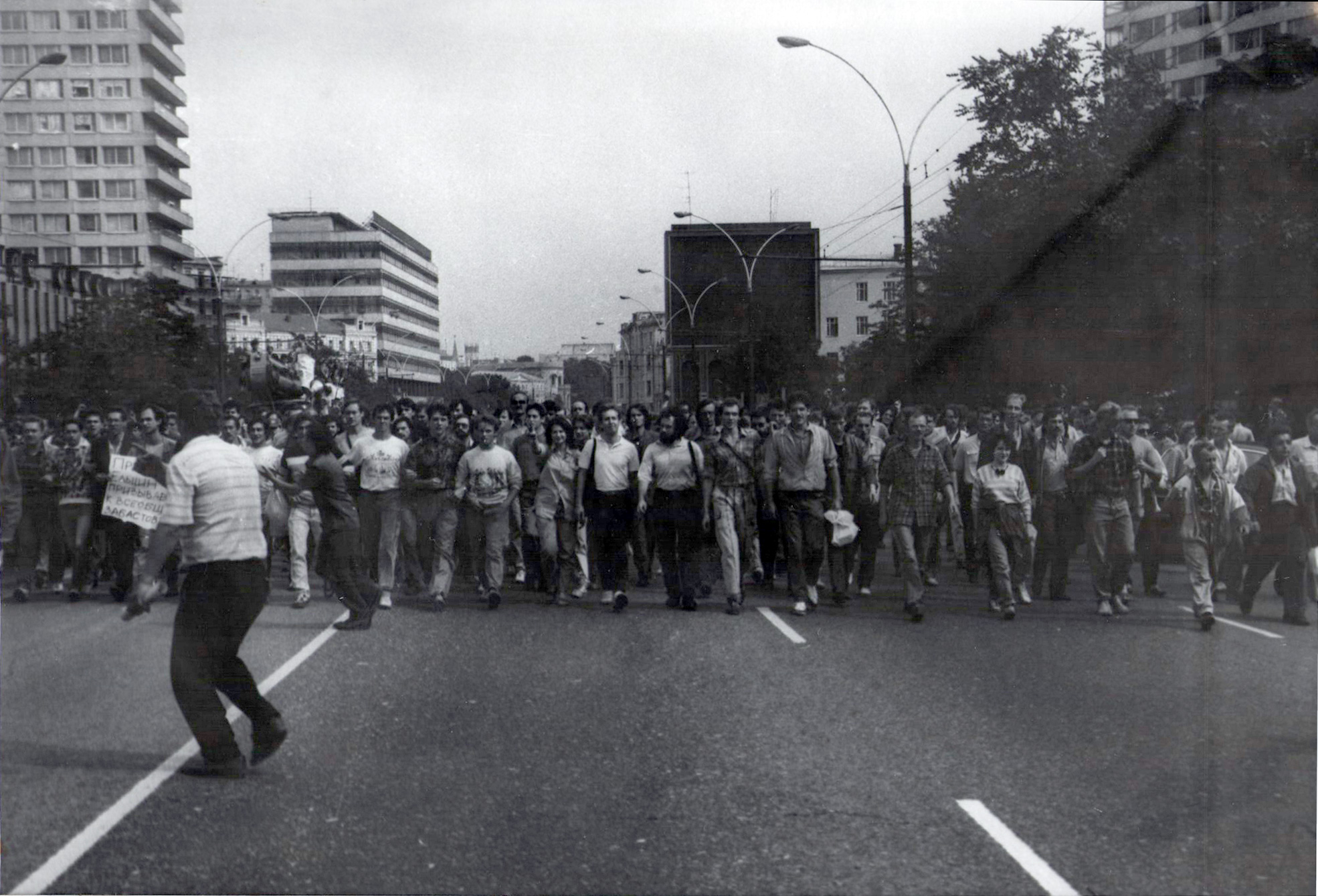
Марш от Кремля к Белому дому по проспекту Калинина. 19 августа 1991

14:00 Толпа демонстрантов колонной от Манежной площади снова двинулась в сторону Белого дома. Большая колонна демонстрантов устроила шествие по Калининском проспекту, заполнив практически весь проспект — с лозунгами и плакатами они шли от Манежной площади к Белому дому на большой митинг, участие в котором приняли около 80 тысяч человек.
В это же время ГКЧП издал Постановление № 2 о временном ограничении перечня выпускаемых центральных, московских городских и областных общественно-политических изданий следующими газетами: «Труд», «Рабочая трибуна», «Известия», «Правда», «Красная звезда», «Советская Россия», «Московская правда», «Ленинское знамя», «Сельская жизнь» и по некоторым данным, требовал от Ельцина и его сторонников к 16 часам очистить Белый дом.

15:30: Собравшиеся у Белого дома начали строительство баррикад. Люди разбирали камни и кирпичи из мостовой для отражения предполагаемого штурма. В Доме Советов РСФСР был создан штаб по обороне этого здания.

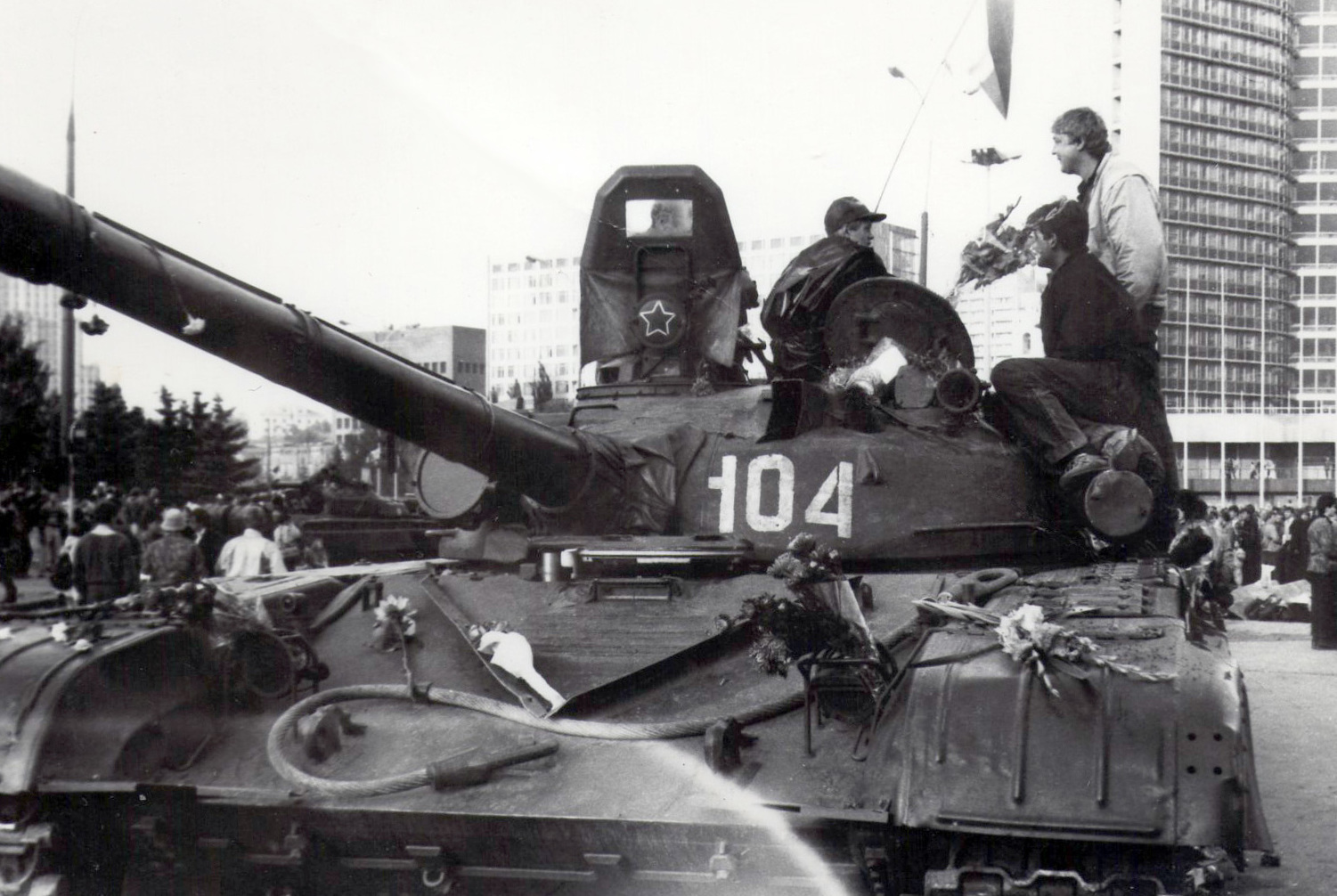
Танк T-72 у здания СЭВ. 19 августа 1991

В 16:00 указом Президента СССР Янаева в Москве вводится чрезвычайное положение, комендантом города назначается командующий военным округом Николай Калинин. В это же время на Манежной площади собрались около 20 БТР и 15 грузовых фургонов. 12 танков Т-80 Таманской дивизии сосредоточились у Большого каменного и Замоскворецкого мостов. Красную площадь оцепил ОМОН (5 автобусов по 25 человек в каждом) и мотострелковые войска (7 автобусов по 35 человек в каждом). Красную площадь заняли 15 грузовых фургонов с рядовыми милиционерами срочной службы.
Около 17.00 Ельцин издал Указ № 61, которым союзные органы исполнительной власти, включая силовые структуры, были переподчинены президенту РСФСР.
17:00: У входа в пресс-центр МИД — танки. В пресс-центре состоялась пресс-конференция членов ГКЧП. На ней отсутствовал один из организаторов ГКЧП премьер-министр В. С. Павлов, у которого накануне произошло алкогольное отравление. Участники ГКЧП заметно нервничали; весь мир обошли кадры трясущихся рук Г. Янаева. Янаев заявил, что начатый в 1985 году курс на демократические преобразования (Перестройка) будет продолжен, а Горбачёв находится на отдыхе и лечении в Форосе и ему ничто не угрожает. Он назвал Горбачёва своим другом и выразил надежду, что тот после отдыха вернётся в строй и они будут вместе работать.

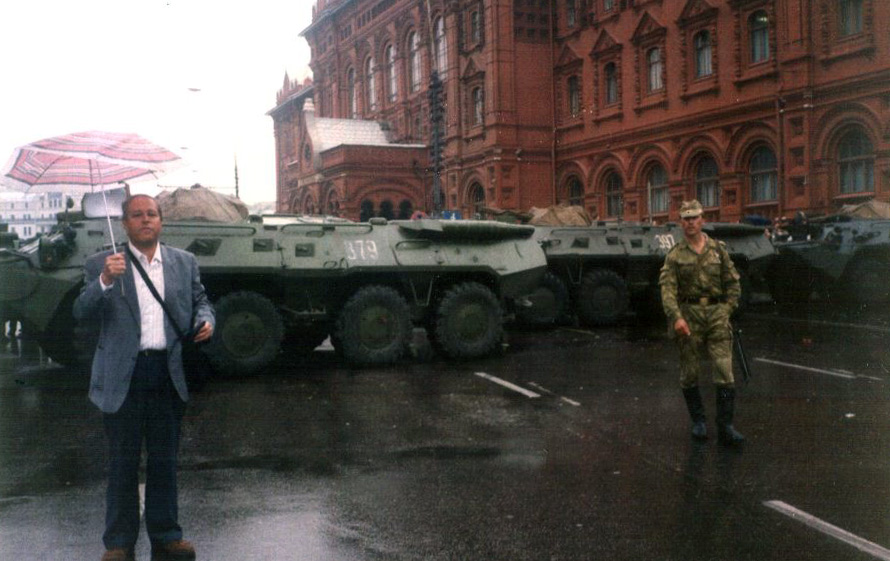
БТР на Площади Революции в Москве. Август 1991

17:15: Для строительства баррикад вокруг Дома Советов РСФСР на Краснопресненской набережной используются мусорные баки, ограда расположенного рядом детского парка и самого Дома Советов, бетонные блоки, скамейки, спиленные деревья, арматура, трубы. Организован передвижной медпункт. В здание прибыли подразделения, подчиняющиеся МВД РСФСР и стоящие на стороне Совета Министров РСФСР. К зданию подошли представители российского казачества, встреченные овациями, и колонна московских студентов с лозунгами «Свобода!». Вокруг всего комплекса Дома Советов РСФСР выстраивается цепочка из нескольких тысяч москвичей, пришедших на защиту Президента и Верховного Совета Российской Федерации. Организуются пикеты.
20:52. Борис Ельцин выступил вечером 19 августа на многотысячном митинге у Дома Советов РСФСР. Президент РСФСР ознакомил собравшихся с последними решениями российского руководства. Он сообщил также, что руководители РСФСР будут круглосуточно находиться в Доме Советов.
23:00: Через баррикады к Белому дому пропустили танковую роту Таманской гвардейской дивизии. Прибытие десяти танков под командованием майора С. Евдокимова было встречено ликованием многих тысяч москвичей. Экипажи машин заявили о верности российскому правительству. На танках — трёхцветные флаги, но нет боекомплекта.
Центральное телевидение СССР в вечернем выпуске программы «Время» неожиданно пропускает в эфир сюжет, подготовленный своим корреспондентом Сергеем Медведевым об обстановке у Белого Дома, в который попадает Ельцин, зачитывающий подписанный накануне Указ «О незаконности действий ГКЧП». В завершение звучит комментарий С. Медведева, в котором прямо высказывается сомнение по поводу возможности выхода этого сюжета в эфир. Тем не менее, сюжет увидела огромная аудитория телезрителей всей страны, он резко контрастировал с остальным содержанием программы (с сюжетами в поддержку действий ГКЧП) и позволил усомниться в действиях ГКЧП.

### 20 августа
Рано утром 20 августа шеф-корреспонденту московского бюро норвежской телекомпании NRK Хансу-Вильгельму Штейнфельду удалось взять интервью у Ельцина, в котором путч был назван уголовным, и, используя прямой кабель корпункта финского телевидения, передать интервью в Хельсинки. В считанные часы интервью было распространено по всему миру.
09:00: К утру защитники Белого дома в основном закончили строительство баррикад. Рядом с легкими противопехотными баррикадами появились бетонные противотанковые, подъезды к Белому дому перегородили грузовики с песком.
10:00—11:30: группа российских руководителей — (А. В. Руцкой, Р. И. Хасбулатов, И. С. Силаев) — встречалась в Кремле с А. И. Лукьяновым. В ходе встречи с российской стороны были выдвинуты требования, сводившиеся "к прекращению деятельности ГКЧП, возвращению в Москву Горбачёва.

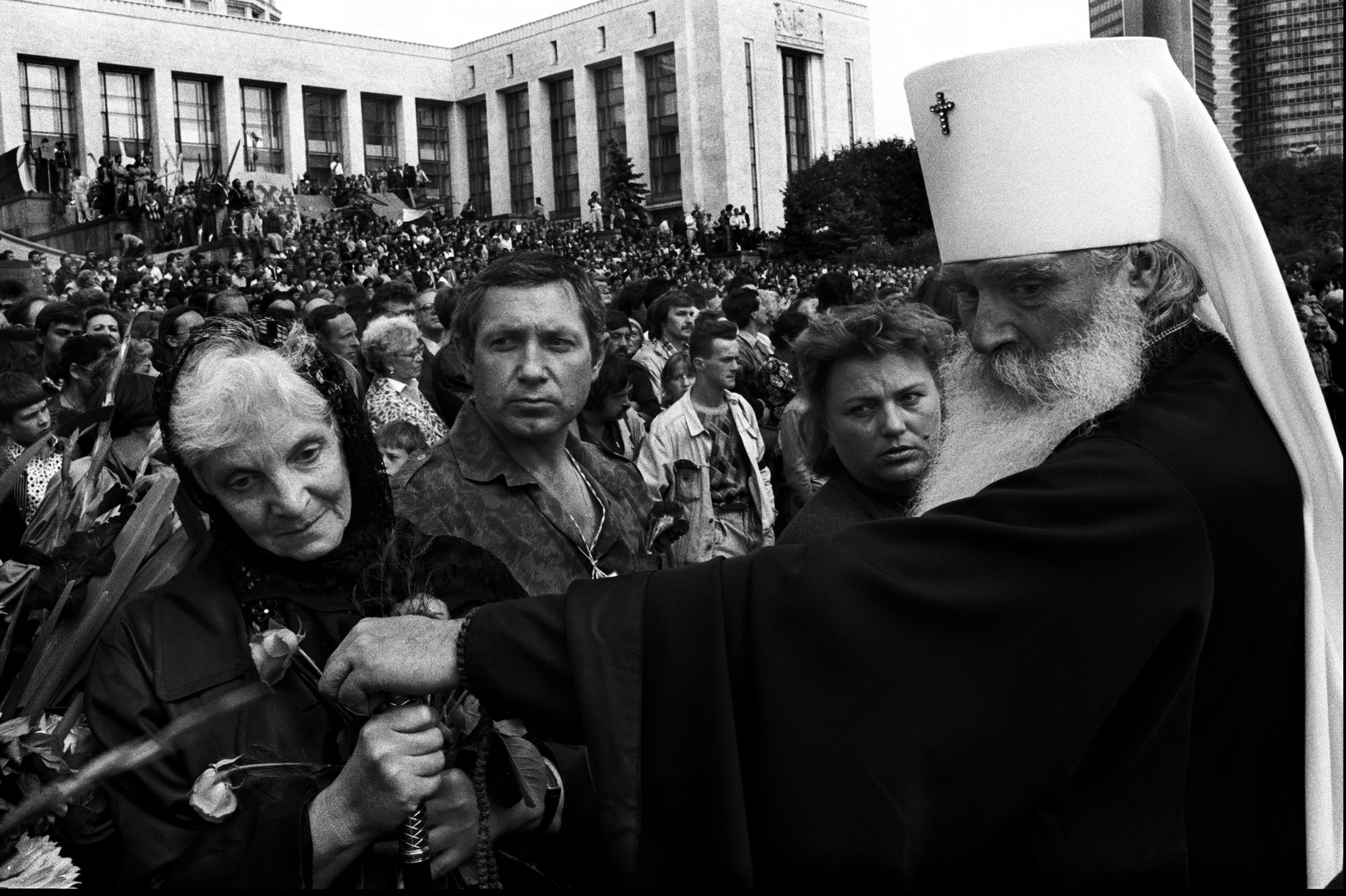
Защитники Белого дома 20 августа 1991 года

12:00: На митинге у Моссовета на Советской площади собралось более 60 тысяч участников. Площадь не в состоянии их вместить, толпа выливается на Тверскую и переулки. Ещё накануне возникла идея провести 20 августа общегородской митинг на Манежной. Но утром Манежная оказалась полностью перекрыта войсками. Возникает временная неразбериха: разные организации призывают вместо Манежной собраться у Моссовета или у Белого дома. В результате несколько тысяч человек от Манежной площади перемещаются к зданию Моссовета, где возникает стихийный митинг. С балкона выступают Гавриил Попов, Эдуард Шеварднадзе, Александр Яковлев, Сергей Станкевич и другие. Митинг у Моссовета вылился в демонстрацию, проследовавшую по центральным московским улицам и площадям к Верховному Совету РСФСР. Демонстранты требовали привлечь хунту к ответу, отдать КПСС под суд. Войска не мешали движению. В 12 часов возле Белого дома начался митинг, санкционированный городскими властями Москвы. На нём собрались по разным оценкам более 400 000 человек. Организаторы митинга — движение «Демократическая Россия», демократические объединения и Советы трудовых коллективов Москвы и Московской области. Официально заявленный лозунг митинга — «За законность и правопорядок». Всё пространство вокруг Белого дома заполнено десятками тысяч людей. Митинг длился пять часов. Вместе с Ельциным с балкона Белого дома выступали И. Силаев, Р. Хасбулатов, А. Руцкой, Г. Попов, А. Яковлев, Э. Шеварднадзе и многие другие. По словам лидера партии «Демократический союз» Валерии Новодворской, несмотря на то, что она в эти дни содержалась в СИЗО, члены её партии приняли активное участие в уличных протестах против ГКЧП в Москве.

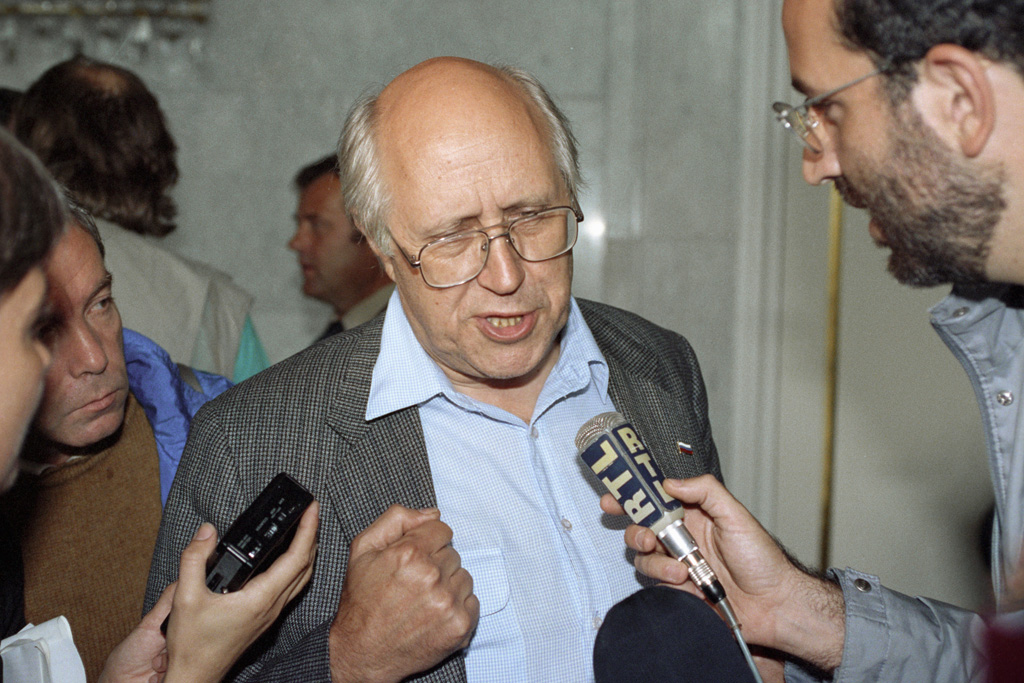
Мстислав Ростропович, поддержавший Ельцина, даёт интервью журналисту

Среди тех, кто пришёл защищать Дом Советов от возможного штурма, были Мстислав Ростропович, Андрей Макаревич, Константин Кинчев, Александр Городницкий, Маргарита Терехова, Борис Хмельницкий, Татьяна Друбич, Борис Акунин, Жан Сагадеев, Анатолий Крупнов, Лев Гудков, Алексей Балабанов, Сергей Пархоменко, будущий террорист Шамиль Басаев и будущий руководитель компании «ЮКОС» Михаил Ходорковский, вице-мэр Москвы Юрий Лужков и его беременная жена Елена Батурина, бывший министр иностранных дел СССР Эдуард Шеварднадзе.
В 13:00—16:00 на совещании у замминистра обороны Владислава Ачалова по приказу ГКЧП, была проведена подготовка захвата здания Верховного Совета РСФСР подразделениями силовых структур. Начать операцию решено в 3 часа утра 21 августа. Как планировалось, сначала танки произведут устрашающие выстрелы в сторону Белого дома с близкой дистанции и проделают проходы в баррикадах. Затем бойцы отдельной мотострелковой дивизии имени Дзержинского вклинятся в ряды защитников, раздвинут их, расчистят путь к подъездам Белого дома и будут удерживать «коридоры». В «коридоры» пойдут тульские десантники, которые с помощью техники взломают двери и застеклённые проёмы в стенах, после чего завяжут бой на этажах здания. В этот момент бойцы «Альфы», действующие по самостоятельному плану, будут осуществлять внутри Белого дома поиск и нейтрализацию руководителей сопротивления. На весь штурм отводилось от 40 минут до часа. Количество жертв среди гражданского населения (включая раненых) при штатном прохождении операции должно было составить 500—600 человек. При наихудшем повороте событий — до 1000 человек. После завершения боевых действий планировалось силами МВД и КГБ провести «фильтрацию» лиц, задержанных возле здания и внутри него, а организаторов и самых активных участников сопротивления — интернировать.
План операции был вечером 20 августа доложен членам ГКЧП и возражений не вызвал. Однако письменного решения о проведении операции издано не было. Штаб Ачалова был вынужден приступить к практической организации операции, одновременно напоминая вождям ГКЧП о необходимости политического решения. Пока же командирам подразделений, задействованных в операции, задача ставилась устно. Однако у генералов, ответственных за подготовку штурма, появились сомнения в целесообразности. Штурм был отменён.

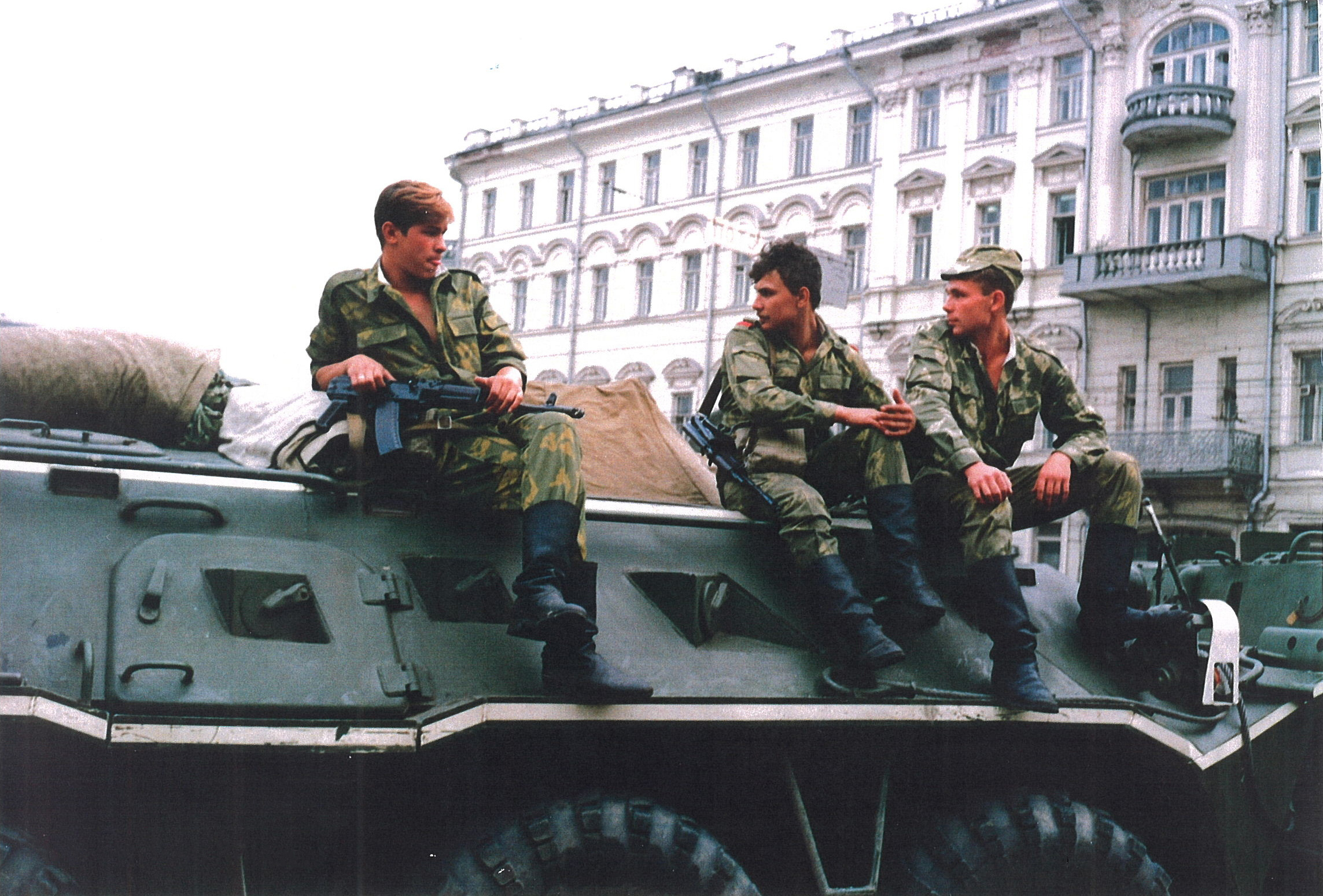
БТР на улицах Москвы. 20 августа 1991

16:00: Митинг у Белого дома закончился, штаб обороны Белого дома приступил к формированию народного ополчения — «добровольческих сотен». Бойцы отрядов вооружались железной арматурой, камнями, были приготовлены бутылки с бензином. Вход в «Белый Дом» был закрыт для всех, кроме депутатов и персонала ВС. На площадке перед зданием ВС были сформированы отряды медицинской помощи. Как свидетельствовали очевидцы, стрелкового оружия у защитников было немного. Только у охраны Белого дома, части офицеров милиции и КГБ, немного получили из отделений милиции, часть достали самостоятельно. В то время как внутри Белого дома и за его стенами шла незаметная для многих работа по подготовке к возможной его обороне, возле Белого дома собралась масса народа. Пять танков под командованием майора Евдокимова заняли позиции около гостиницы «Украина». Боекомлекта у них не было. Перед ними и позади них были устроены баррикады из грузовиков, троллейбусов, камней и арматуры, стояли живые цепи ополченцев. Другие 5 танков Таманской дивизии заняли позиции за Кутузовским мостом, непосредственно перед зданием «Белого дома». Ими командовал майор Ильин. Боекомплекта не было и у них. Выстроившиеся перед баррикадой цепью женщины держали перед собой большой транспарант: «Солдаты, не стреляйте в своих матерей и сестер». Защитниками Белого дома был установлен российский триколор на памятнике дружинникам, участникам баррикадных боёв на Красной пресне 1905 года, перед Горбатым мостом.

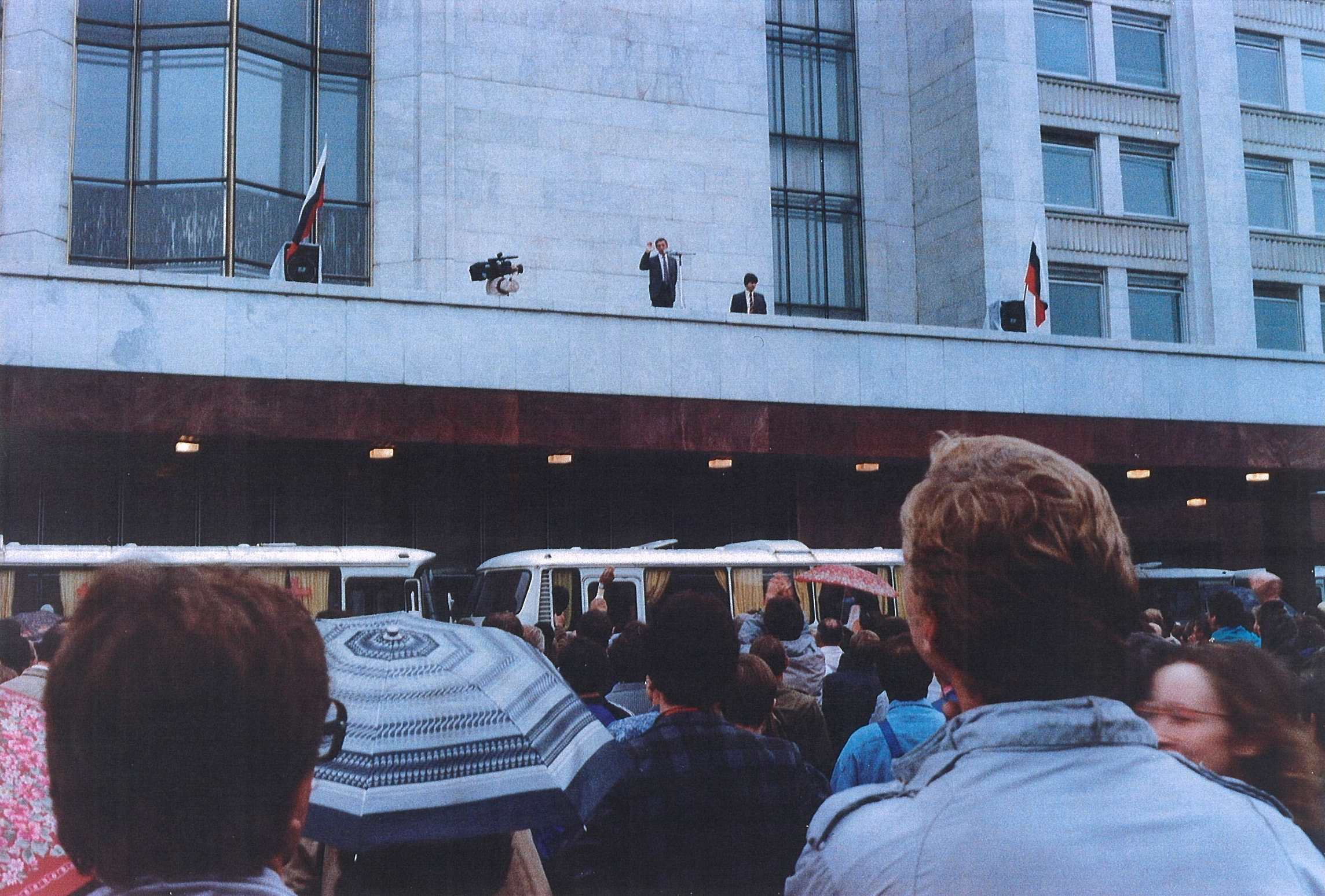
Выступающие на балконе Белого дома. 20 августа 1991

В 17:00 Борис Ельцин издал указ N 64 о временном принятии на себя обязанностей главнокомандующего Вооруженными силами СССР на территории РСФСР, одновременно назначив генерал-полковника Константина Кобеца министром обороны РСФСР. Спустя два часа К. Кобец издал приказы об отмене комендантского часа и возврате войск в места постоянной дислокации. Ещё в предыдущую ночь К. Кобец возглавил штаб обороны Дома Советов, его аппарат образовали 15 генералов и офицеров. Основную ставку в штабе Белого дома делали на поддержку населения. 19 августа у Белого дома людей было не много, но днём и к вечеру 20 августа к зданию Верховного Совета пришли тысячи граждан. Десятки тысяч человек образовали живое кольцо вокруг здания Белого дома, чтобы помешать возможному и ожидаемому штурму. По периметру здания возводились и укреплялись внушительные баррикады.
У защитников Дома Советов (включая милиционеров и охрану) имелось до 1000 стволов оружия. Но главная ставка была сделана на агитацию войск, верных ГКЧП. Всего в агитации участвовало десять групп народных депутатов и офицеров штаба. Все народные депутаты выезжают в разные части города, чтобы агитировать военных не применять оружие против людей. Диалог с военными продолжается до самого утра 21 августа. По внутренней радиосети передано обращение к депутатам-мужчинам срочно спуститься во двор Белого дома, чтобы на автомашинах выехать навстречу войскам. На первом этаже ведётся раздача автоматов, бронежилетов и касок службе внутренней охраны и части добровольцев.
Вечером 20 августа на очередном заседании ГКЧП собрались Янаев, Язов, Крючков, Пуго, Болдин, Бакланов, Грушко, Тизяков, Стародубцев и ряд приглашенных лиц. Анализ информации, собранной штабом ГКЧП, свидетельствовал о развитии ситуации не в пользу чрезвычайного комитета. Одновременно был подготовлен проект Указа и. о. Президента СССР Г. И. Янаева «О введении временного президентского правления в республиках Прибалтики, Молдове, Армении, Грузии, отдельных областях РСФСР и Украинской ССР (Свердловской, Львовской, Ивано-Франковской, Тернопольской, городах Ленинграде и Свердловске)», а также принято Постановление ГКЧП № 3, которым ограничивался перечень транслируемых из Москвы телерадиоканалов, приостанавливалась деятельность телевидения и радио России, а также радиостанции «Эхо Москвы».
20:43: Командующий Московским военным округом Николай Калинин заявляет, что с 23:00 до 5:00 в городе объявлен комендантский час, но одновременно начнётся вывод из столицы военной техники. В 23:00 Моторизованные подразделения Таманской дивизии приступают к патрулированию центра Москвы для обеспечения комендантского часа. Ни один человек в течение ночи задержан не будет.

### 21 августа

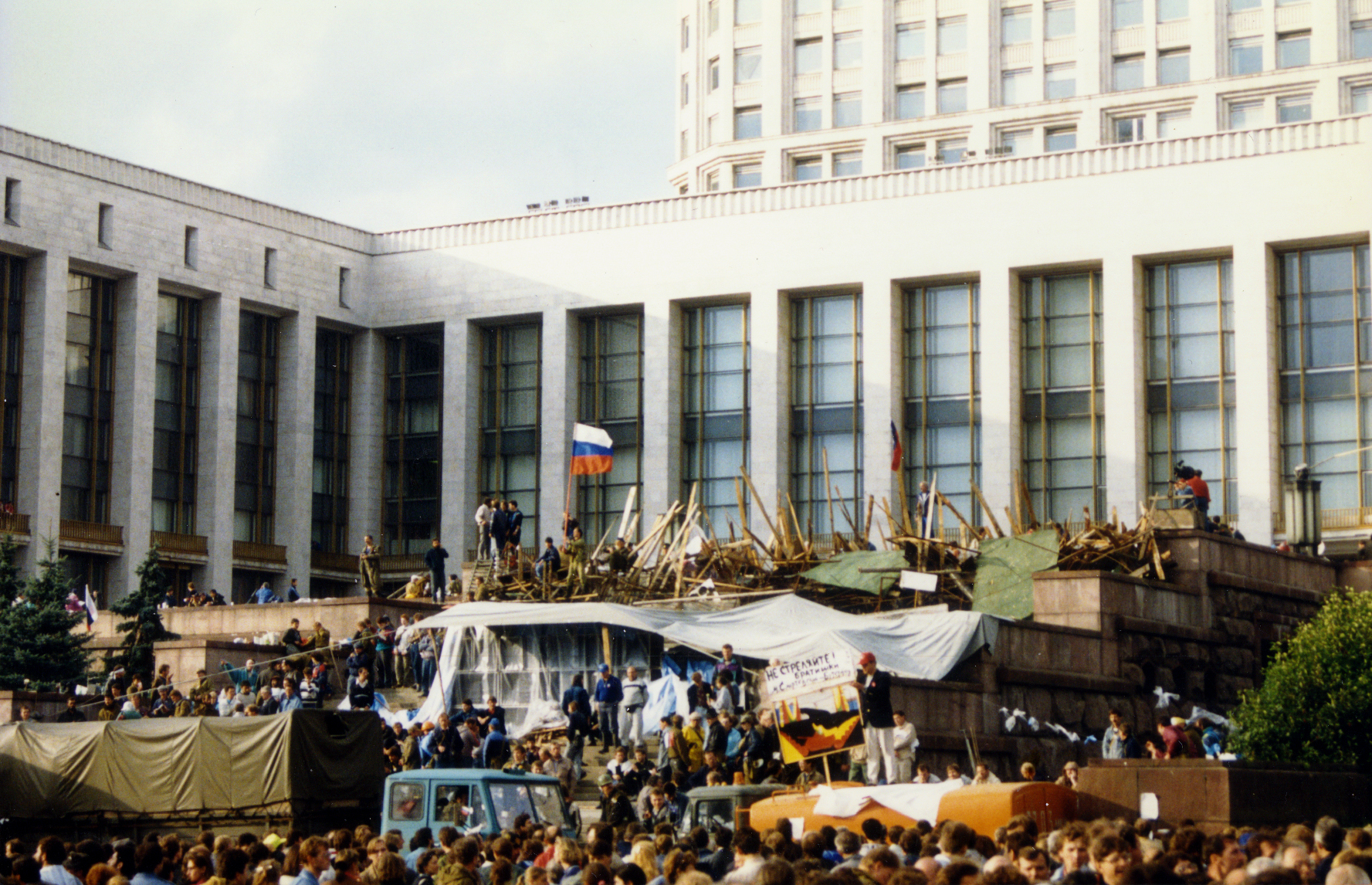
Баррикады защитников Белого дома

В 00:00 по московскому времени, так и не получив письменного приказа, группа «Альфа» не пошла на штурм парламента.
00:05—00:15: На Садовом кольце происходит столкновение моторизованного армейского патруля с демонстрантами, солдаты стреляют поверх голов. Стрельба на площади Дзержинского. Также были зафиксированы автоматные очереди со стороны Киевского вокзала. Выстрелы слышны в районе Смоленской площади и в районе Пушкинской площади.
00:31: При попытке демонстрантов остановить моторизованный патруль из восьми БМП в туннеле на пересечении Садового кольца с Новым Арбатом гибнут трое защитников Белого дома. Демонстранты попытались остановить передвижение колонны боевой техники, которая двигалась на Смоленскую площадь. В результате хаотичного маневрирования боевой техники и применения солдатами стрелкового оружия погибло три демонстранта: Дмитрий Комарь, Владимир Усов и Илья Кричевский.
01:03: На подходе к российскому парламенту один БТР подожжён бутылками с зажигательной смесью. Со стороны Кутузовского проспекта к «Белому дому» подходят части Кантемировской дивизии. Офицеры предупреждают, что ими получен приказ стрелять боевыми патронами. Организаторы обороны «Белого дома» призывают собравшихся около него граждан взяться за руки, встать цепью и действовать только методом уговоров. По имеющейся информации, солдаты Кантемировской дивизии ничего не знают о сути происходящих событий.
Ночью улицы на подходе к Белому дому были забаррикадированы перевернутой техникой, троллейбусами. Само здание было окружено толпой, около ста тысяч человек, взявшихся за руки, образуя несколько цепей. На подступах стояли танки Таманской дивизии с российскими флагами, которые охраняли здание. Внутри здание охраняли курсанты Рязанского училища воздушно-десантных войск. На стороне российского правительства также были вооруженные автоматами офицеры советской армии, несколько подразделений КГБ, отряды милиции.

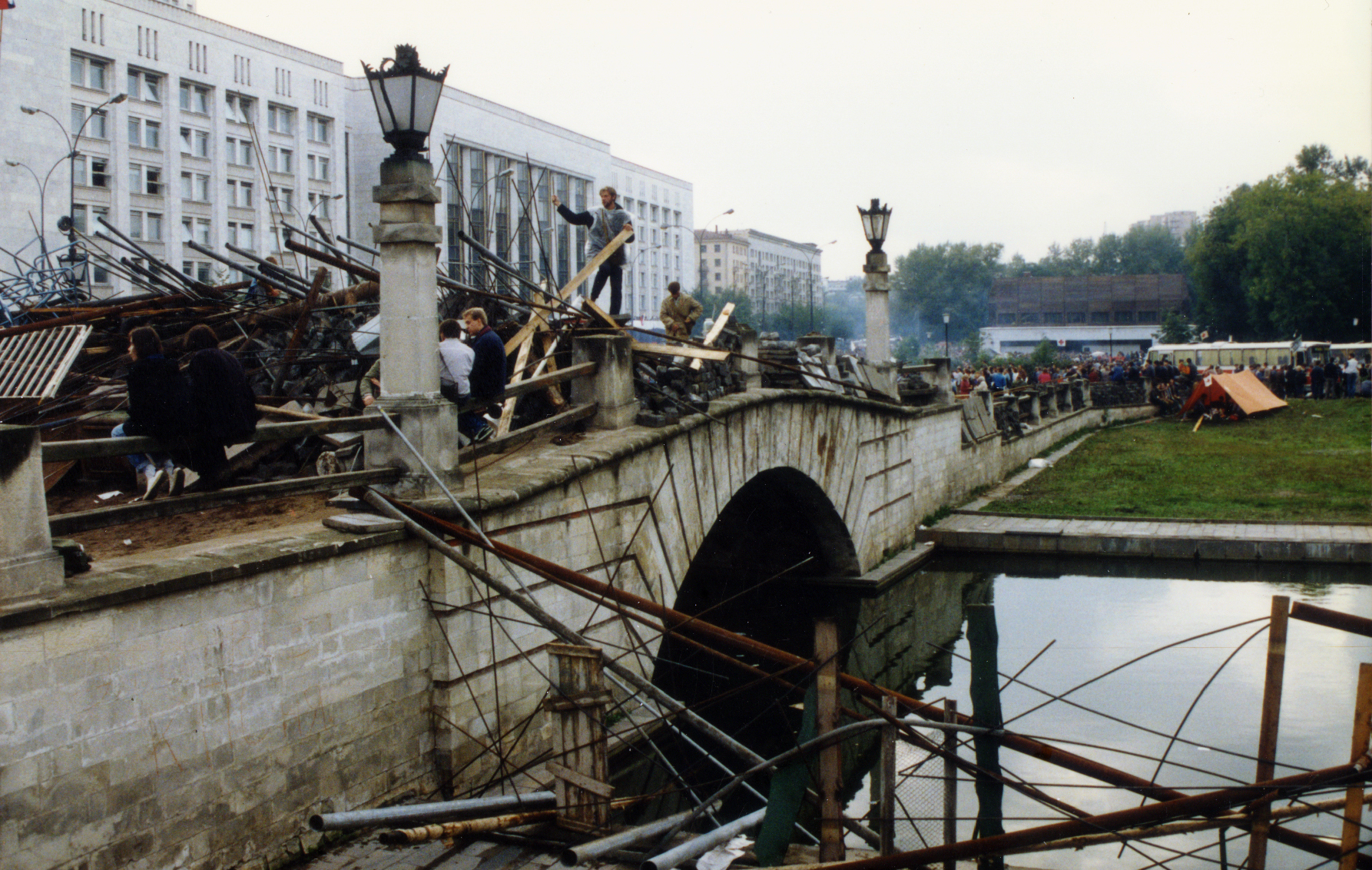
Баррикада на Горбатом мосту около Дома правительства РСФСР. 22 августа 1991

Около 01:00: Колонна бронетехники, шедшая со стороны Нового Арбата (15 БТР и около 30 танков), остановлена народными депутатами. Кое-где в городе военные отбирают рации у милиционеров (многие сотрудники московской милиции и ГАИ передают в Верховный совет РСФСР сведения о передвижениях войск).
01:00: Со стороны Калининского проспекта в сторону Белого дома движутся танки. По ориентировочным оценкам — 15 БТР и около 30 танков. На Калининском проспекте они легко смяли баррикады.
02:26: Части ОМОН, окружавшие здание Моссовета, покинули его. На Лубянке на совещании с участием Крючкова, Бакланова, Шенина, Ачалова, Варенникова, Громова и около 20 высших офицеров КГБ генерал Громов объявляет, что дивизия Дзержинского в центр Москвы не выдвигалась, и внутренние войска в штурме участвовать не будут.
03.00 главком ВВС Е. И. Шапошников предлагает министру обороны Язову вывести войска из Москвы, а ГКЧП «объявить незаконным и разогнать».
03:01: Обстановка на площади перед Белым домом остаётся прежней. Организаторы его обороны сообщили по мегафону, что солдаты одной из воинских частей заверили народных депутатов РСФСР, что они не будут стрелять в народ. По словам Сергея Станкевича, советника Ельцина по политическим вопросам, никто из командиров подразделений штурмовой группы не хотел отдавать приказ о штурме Белого дома без письменного официального решения ГКЧП. Однако никто из вождей путча не решился взять на себя личную ответственность за карательную операцию и неизбежные человеческие жертвы. Команда так и не поступила. Тогда около 03.00 Ачалов приказал отменить операцию и отвести подразделения из центра города .

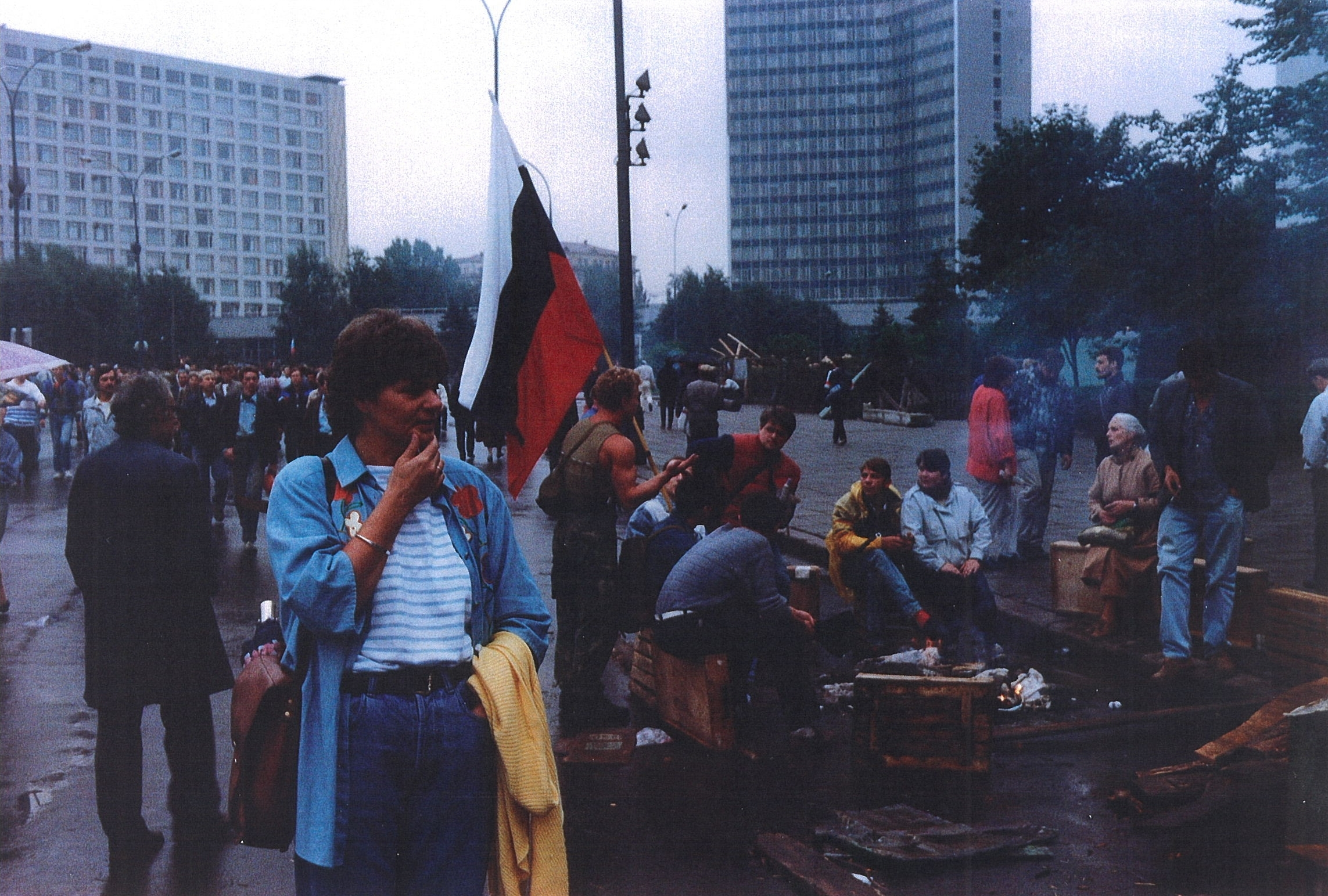
Баррикады на Краснопресненской набережной. Август 1991

04:30: В Москву, согласно указанию МВД РСФСР, на защиту Белого дома прибывают вооружённые курсанты Орловской, Рязанской, Брянской, Владимирской и Вологодской школ милиции.
05.00: Сообщается, что колонна Витебской дивизии останавливается у МКАД. Позже выяснилось, что Витебская дивизия ВДВ появилась в окрестностях Санкт-Петербурга и была остановлена под Гатчиной. На Москву же двигались подразделения Витебского танкового училища. В районе окружной дороги они были остановлены группой народных депутатов РСФСР. Командиры не препятствовали агитации. Открывается заседание коллегии Министерства обороны. В ходе заседания, когда министр обороны Д. Язов попытался призвать подчинённых к порядку, против него открыто выступили командующие ВВС Шапошников, ВДВ Грачёв, РВСН Максимов, ВМФ Чернавин. На заседании коллегии Министерства обороны большинство генералов высказались за необходимость вывода войск из Москвы, перевода Вооружённых Сил из повышенной боеготовности в постоянную. В результате министр обороны Язов отдал приказ о выводе войск из Москвы.

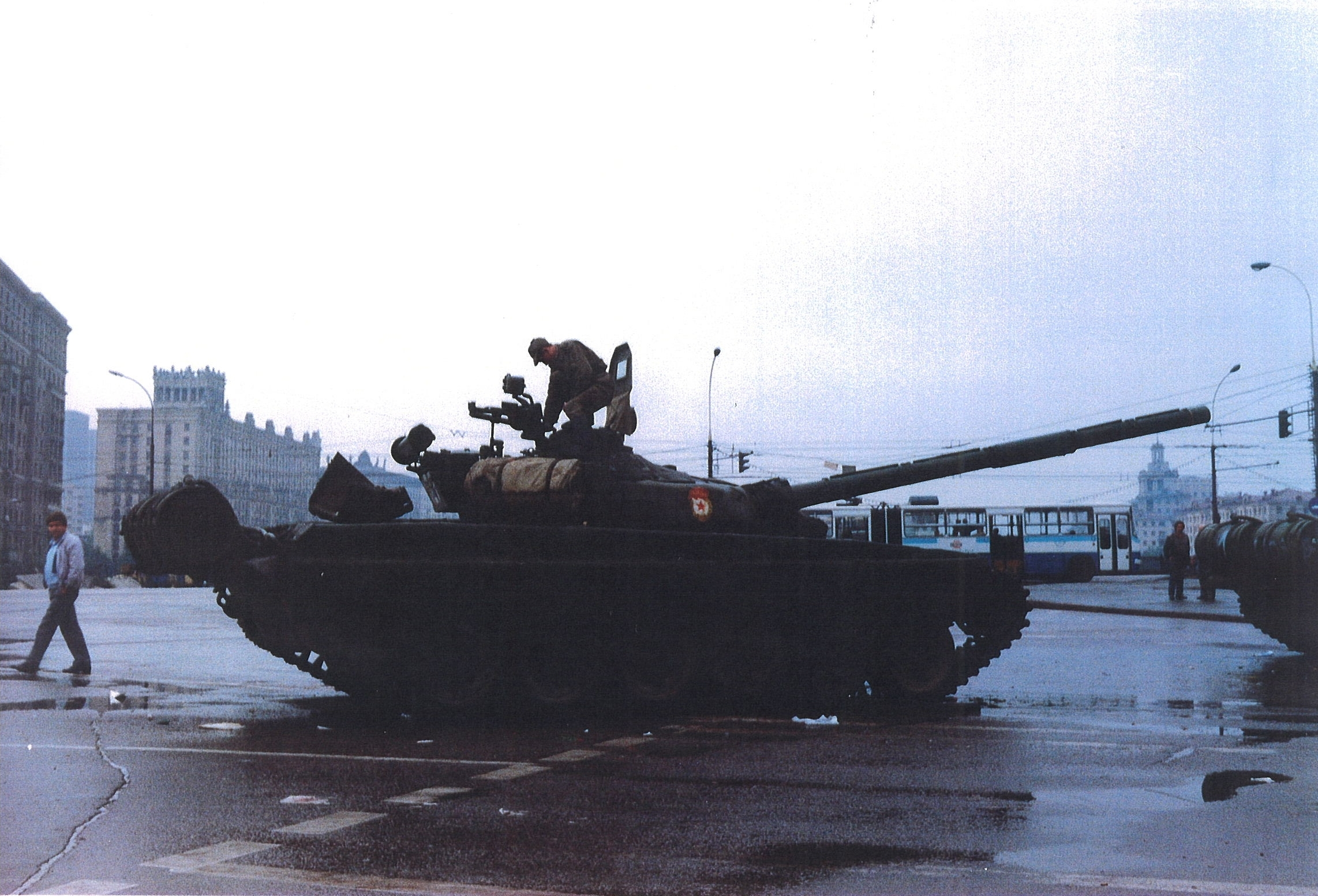
Танки возле Белого дома. Август 1991

08:00: Войска начинают покидать город. Штаб обороны Белого дома призывает защитников не терять бдительность и не расходиться, а москвичей — заменить уставших. В это же время проходит последнее заседание ГКЧП в здании Минобороны на Арбатской площади. Язов предлагает лететь в Форос. Бакланов и Тизяков набрасываются на него с упрёками. Крючков призывает продолжать «вязкую борьбу», затем поддерживает Язова со словами: «Может быть, идея и неплохая. Должен же он [Горбачёв] понимать, что без нас он ничто!». В итоге было принято решение направить делегацию в Форос к Горбачёву в составе: Лукьянов, Язов, Ивашко и Крючков.
В 10:00 начинается чрезвычайная сессия Верховного совета РСФСР под председательством Хасбулатова, которая почти сразу же принимает заявления, осуждающие ГКЧП. На повестке дня был один вопрос — политическая ситуация в РСФСР, «сложившаяся в результате государственного переворота». Верховный Совет РСФСР предоставил Президенту РСФСР Б. Н. Ельцину право отстранять от должности председателей Советов народных депутатов всех уровней и право единолично назначать глав администраций российских территориальных образований и освобождать их от этих должностей. Своим указом Ельцин отстранил от исполнения обязанностей председателей исполнительных комитетов краевого и ряда областных Советов народных депутатов РСФСР (в Краснодарском крае, Ростовской, Самарской и Липецкой областях), поддержавших ГКЧП.
В тот же день Ельцин отправил в отставку главу Всесоюзной государственной телерадиовещательной компании Л. П. Кравченко, а сама Всесоюзная телерадиокомпания была передана в ведение правительства РСФСР.

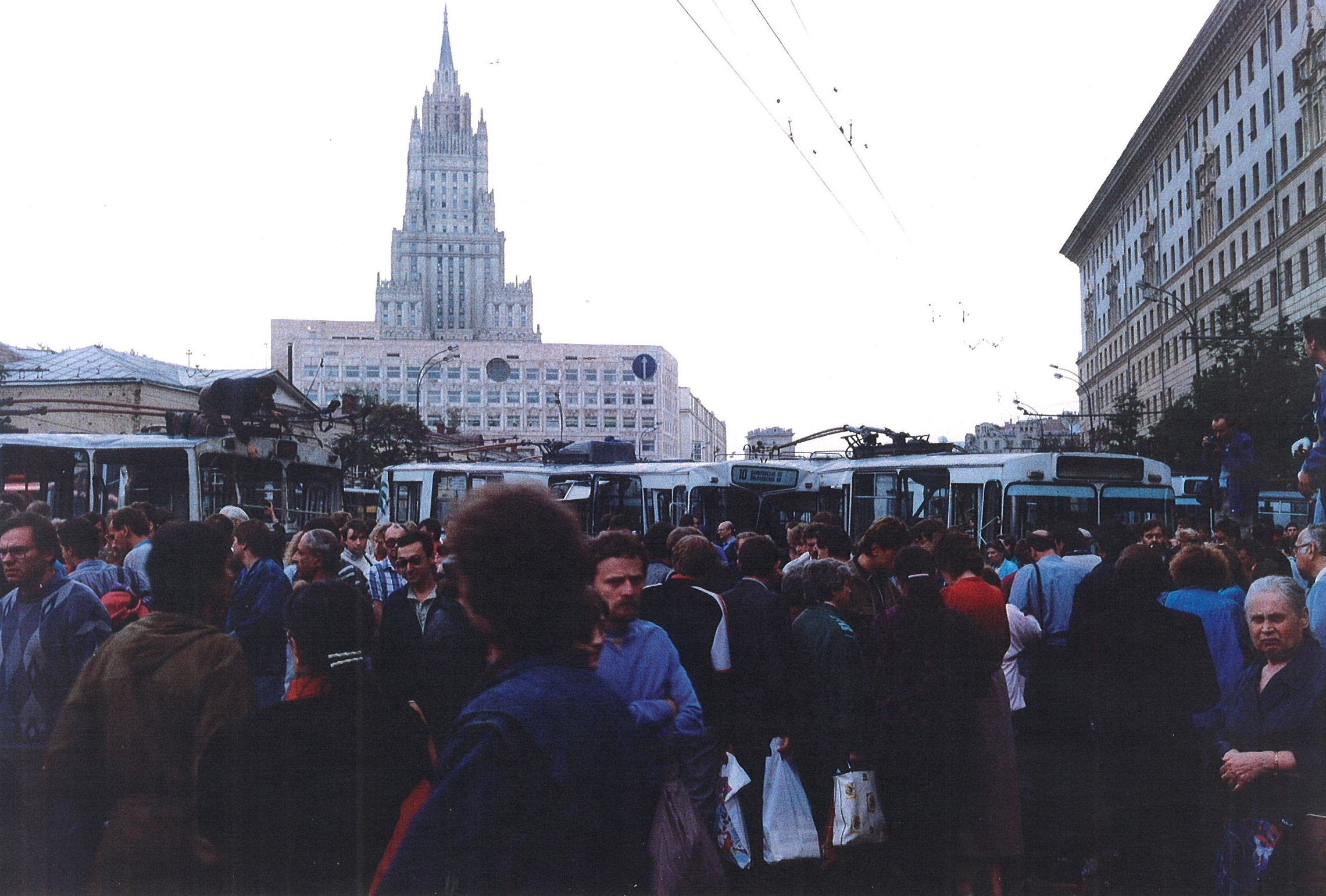
Садовое Кольцо загорожено троллейбусами против проезда техники

В 14:15 в Крым вылетают некоторые члены ГКЧП (Крючков, Язов, Бакланов и Тизяков) вместе с Лукьяновым и Ивашко для переговоров с Горбачёвым, приземлившись на аэродроме Бельбек в Севастополе в 16:08.
В 16:52 вице-президент РСФСР А. В. Руцкой, премьер-министр И. С. Силаев, член Президентского Совета СССР и Совета безопасности при Президенте СССР Е. М. Примаков, член Совета безопасности при Президенте СССР В. В. Бакатин, заместитель министра внутренних дел РСФСР А. Ф. Дунаев, министр юстиции РСФСР Н. В. Фёдоров и 36 вооружённых автоматами офицеров милиции вылетают в Форос к Горбачёву, приземлившись в Бельбеке в 19:16.
17:00: На президентскую дачу в Крым прибыла делегация ГКЧП. М. С. Горбачёв отказался её принять и потребовал восстановить связь с внешним миром. В это же время и. о. президента СССР Янаев подписал указ, в котором ГКЧП объявлялся распущенным, а все его решения — недействительными, и сложил с себя президентские полномочия.
18:30: Пресс-секретарь Президента РСФСР Павел Вощанов сообщил, что Ельцин наконец сумел дозвониться к Горбачёву. Также Вощанов говорит, что Президент СССР глубоко благодарит Бориса Ельцина и защитников Белого дома, вылетает в Москву и рвётся подписать указ о низложении путчистов. Площадь перед Белым домом митингует целый день. Выступали Ельцин, Хасбулатов и все желающие. Позднее вечером генеральный прокурор РСФСР Валентин Степанков выносит постановление об аресте бывших членов ГКЧП.

### 22 августа

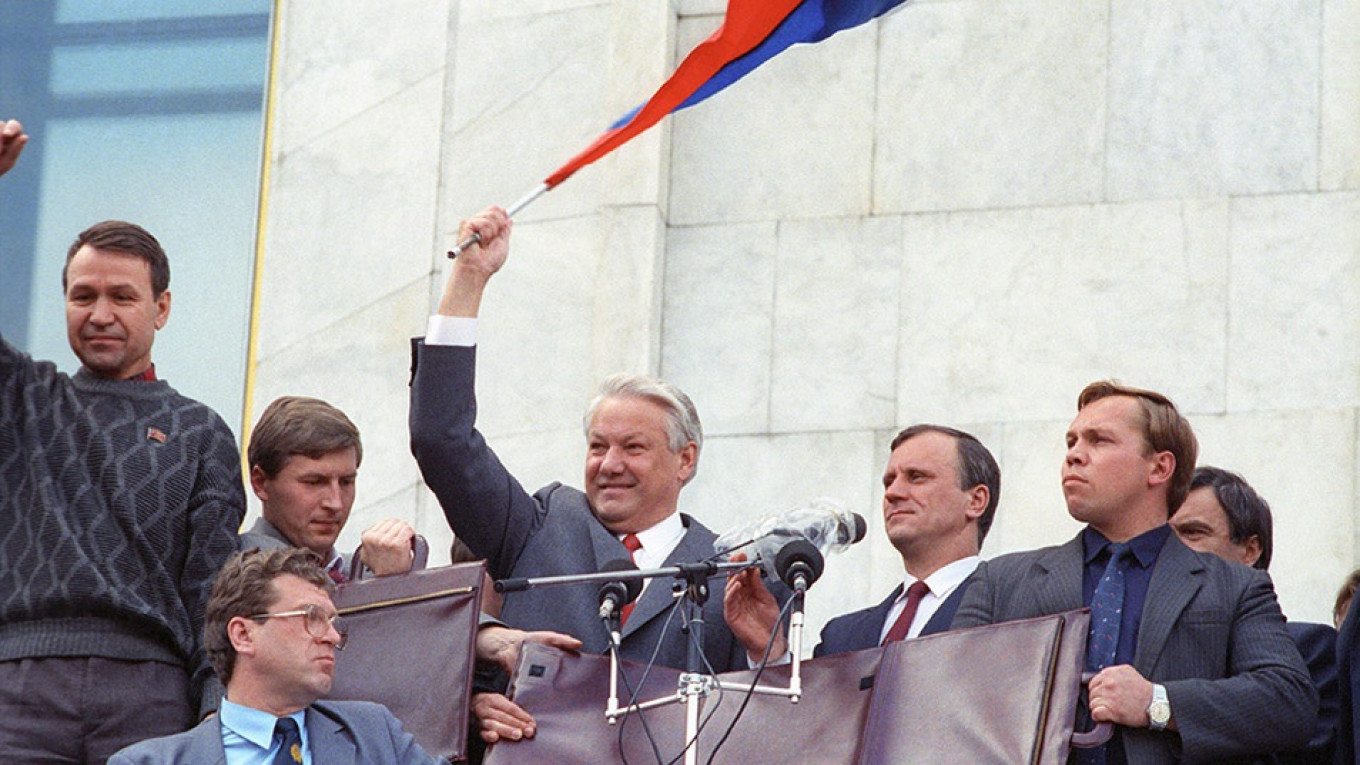
Борис Ельцин после поражения ГКЧП. 22 августа 1991

В 00:04 (мск) Михаил Горбачёв, вылетев из Бельбека в Москву вместе с Руцким, Силаевым и Крючковым на самолёте Аэрофлота Ту-134 (командир воздушного судна Анатолий Суходольский), благополучно приземляется во Внуково-2.
В 00:17 за ним вылетел самолёт Ил-62 Президента СССР с членами ГКЧП на борту. Члены распущенного ГКЧП — Крючков, Язов и Тизяков — после прилёта из Фороса были арестованы. Первоначально они содержались в санатории МВД РСФСР у озера Сенеж, где и проводились первые допросы. После заточения в Форосе, в ночь с 21 на 22 августа, М. С. Горбачёв вернулся в Москву.
Защитников Белого дома поддерживали рок-группы («Машина времени», «Алиса», «Круиз», «Шах», «Коррозия Металла», «Монгол Шуудан», «Чёрный обелиск» и «Э.С.Т.»), которые 22 августа организовали концерт «Рок на баррикадах».
В 06:00 вице-президент Геннадий Янаев был задержан в своём рабочем кабинете в Кремле и доставлен в прокуратуру РСФСР. Понятыми при его задержании были сотрудник аппарата президента СССР Вячеслав Никонов и заместитель коменданта Кремля Михаил Барсуков.

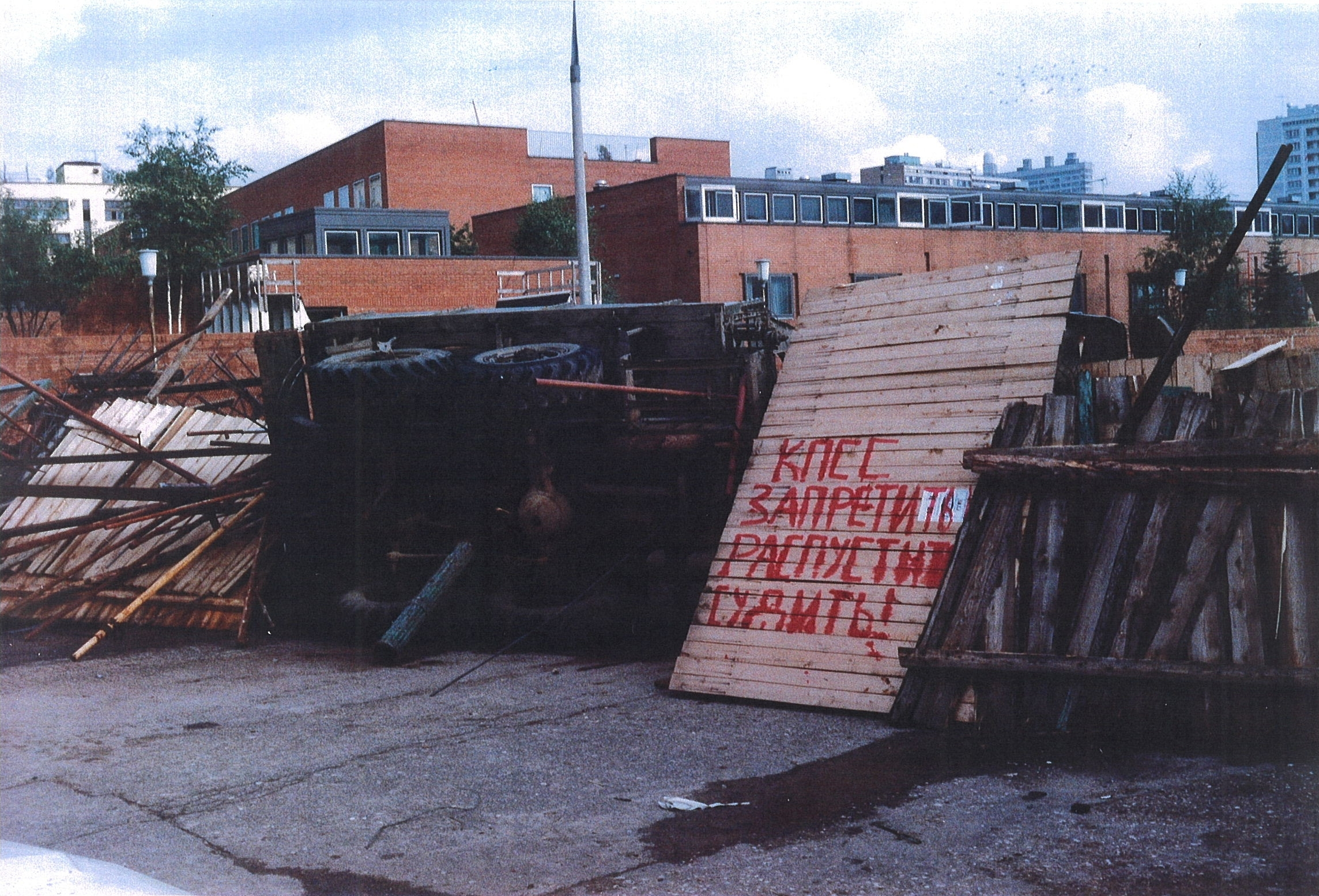
Баррикады на Смоленской улице в Москве. Август 1991

В 10:00 состоялось заседание Президиума Верховного Совета СССР под руководством председателей палат ВС СССР И. Лаптева и Р. Нишанова. Президиум дал согласие на привлечение к уголовной ответственности и арест народных депутатов СССР Олега Бакланова, Василия Стародубцева, Валерия Болдина, Валентина Варенникова и Олега Шенина .
11:05—14:48. Состоялись первые допросы Язова и Крючкова. Язов заявил, что никакого заговора не было, а было решение организовать поездку к Горбачёву, чтобы тот согласился временно возложить свои полномочия на Янаева и никто не обсуждал вопрос о физической ликвидации Горбачёва. Вместе с тем, он заявил, что чувствует себя виноватым перед Горбачёвым и его женой, а также перед народом и КПСС. И назвал действия ГКЧП «глупостью», которая не должна повториться. Крючков в свою очередь заявил, что ни разу не обсуждался вопрос о лишении Горбачёва поста президента СССР, а речь шла о том, чтобы Горбачёв временно возложил свои полномочия на вице-президента Геннадия Янаева. Также он сообщил следователям, что по линии ГКЧП не было предпринято никаких действий, направленных против руководства РСФСР. По его словами члены ГКЧП понимали, что это может привести к непредсказуемым последствиям (так он ответил на вопросы про штурм Дома Советов и воспрепятствование выезду Ельцина из Архангельского).
22 августа 1991 года в Москве возле Кремля на Манежной площади проходит митинг, посвящённый победе демократии. Одним из первых перед демонстрантами выступил представитель Моссовета Александр Музыкантский, он зачитал новые постановления о том, что будут опечатаны здания МГК и ЦК КПСС. Перед собравшимися на митинге выступают народные депутаты РСФСР председатель Союза «Щит» В. Г. Уражцев и Н. Н. Куценко. Многие ораторы брали слово, кто-то крикнул: «Скинем кремлёвские звезды, снова поставим орлов, пусть без корон!». Демонстранты поддерживали выступающих аплодисментами, скандируя: «Победа», «Ельцин», «Демократия». Через некоторое время манифестанты двинулись через Манежную площадь в сторону Кремля. Выход на Красную площадь, как символический жест, задумали депутаты Моссовета и активисты из «ДемРоссии» ещё вечером 21 августа. Многотысячная демонстрация проходит по Красной площади. Многие москвичи несут трёхцветный флаг России. Всё больше и больше москвичей собиралось на Старой площади у зданий ЦК КПСС и на площади Дзержинского — у зданий КГБ СССР. Перед воротами здания ГУВД Москвы на Петровке 38, огромная толпа, пришла назначать своего начальника ГУВД. Толпы москвичей собирались на Арбате, у Министерства обороны, у здания Министерства внутренних дел СССР. Но особенно большой митинг «победителей» состоялся возле Белого дома.

Новый государственный флаг России с 1991 года

В 12 часов дня на Краснопресненской набережной Москвы перед Белым домом проведён многотысячный митинг победы, в ходе которого Президент РСФСР объявил, что принято решение сделать триколор новым государственным флагом России. В честь этого события в 1994 году дата 22 августа выбрана для празднования Дня Государственного флага России. В ходе митинга манифестанты вынесли огромное полотнище российского триколора. Память погибших почтили минутой молчания. Президент Ельцин высказал признательность защитникам демократии и поздравил их с победой. На митинге было высказано много предложений: запретить КПСС, отнять здание на Старой площади. Снять тех районных и областных руководителей, кто поддержал путчистов. Департизировать армию. Создать российскую гвардию и т. д.
12:00: Исторический флаг России (триколор), позже, в ноябре 1991 года, ставший государственным, впервые установлен на верхней точке здания Дома Советов.
22 августа на заседаниях Верховного Совета СССР и Моссовета раздавались предложения запретить КПСС и конфисковать её имущество. Наиболее радикальными были предложения мэра Москвы Гавриила Попова, который предлагал не только немедленно запретить КПСС и отнять у этой партии все здания и имущество, но и «выкорчевать все ядовитые побеги коммунизма». С этой целью он предлагал запретить издание всех коммунистических газет и журналов, и в первую очередь «Правды», «Советской России», «Рабочей трибуны». Это были не только слова. В тот же день Г. Попов издал распоряжение мэрии о национализации имущества Московского горкома партии, а также имущества райкомов партии в Москве. Возглавляемая Г. Поповым толпа воинственно настроенных людей вечером 22 августа собралась у здания горкома партии на Новой площади. В стеклянную вывеску горкома полетели камни. Для описи принадлежащего МГК имущества был вызван управляющий делами мэрии. Но в горкоме партии уже закончился рабочий день, работники аппарата ушли, и все помещения были заперты. Взламывать двери и сейфы организаторы этой акции все же не решились, ограничившись опечатыванием дверей у главного подъезда МГК. Не пострадали в этот вечер и здания ЦК КПСС, которые были расположены рядом, на Старой площади.

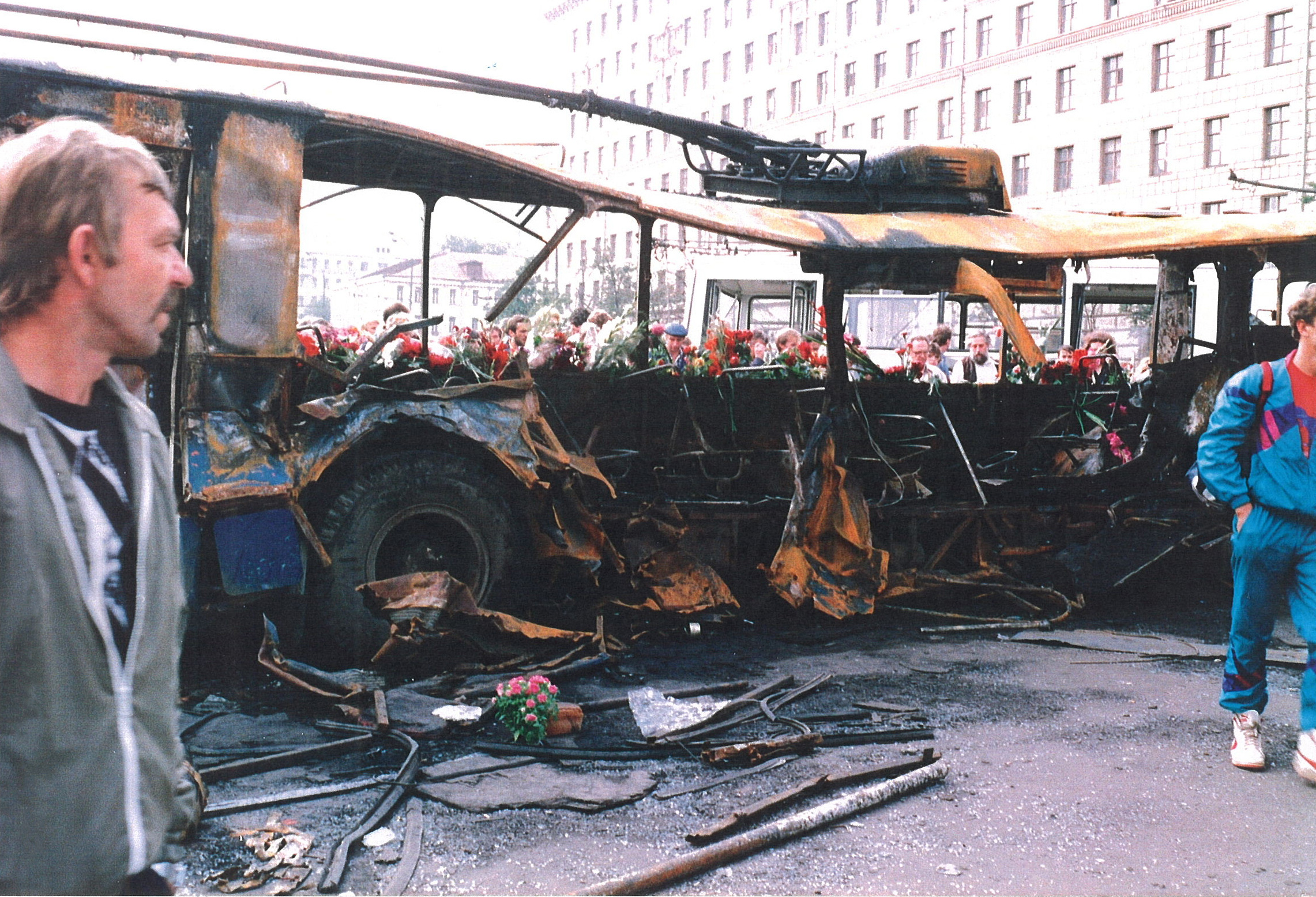
Сгоревший троллейбус возле места гибели трёх демонстрантов. 22 августа 1991

Президент РСФСР и Верховный Совет РСФСР предпринимают ряд шагов по укреплению власти в Российской Федерации. Указ Президента от 22 августа 1991 № 75 «О некоторых вопросах деятельности органов исполнительной власти в РСФСР» вводил новую должность — глава администрации.
Во всех краях, областях, городах, автономных областях и округах РСФСР исполкомы Советов были заменены администрациями, а на смену председателям исполкомов Советов народных депутатов пришли главы администраций. Первым 23 августа 1991 года был назначен глава администрации Краснодарского края Василий Дьяконов. До принятия «Закона об управлении областью/краем», то есть на неопределённый срок главы администраций назначались Президентом РСФСР Б. Ельциным. По сути, началось формирование той самой «вертикали власти», которая подразумевала безусловное ограничение властной функции Советов.
В августе 1991 года была введена должность представителя президента в регионах. 31 августа и 2 сентября того же года были утверждены «Временное положение о представителях президента РСФСР в крае, области, автономном округе, городах Москве и Ленинграде» и «Временное положение о представителях президента РСФСР в республиках в составе РСФСР». Назначение глав администраций, как и представителей президента, началось уже в последних числах августа 1991 г. Тогда в Краснодарском крае и Кемеровской области новыми руководителями стали известные «демократы» В. Дьяконов и М. Кислюк. Пики процесса назначения Президентом РСФСР новых глав регионов пришлись на октябрь и декабрь 1991 г. Осенью-зимой 1991 года десятки активистов движения Демократическая Россия были назначены главами администраций, а также представителями Президента РСФСР в регионах.

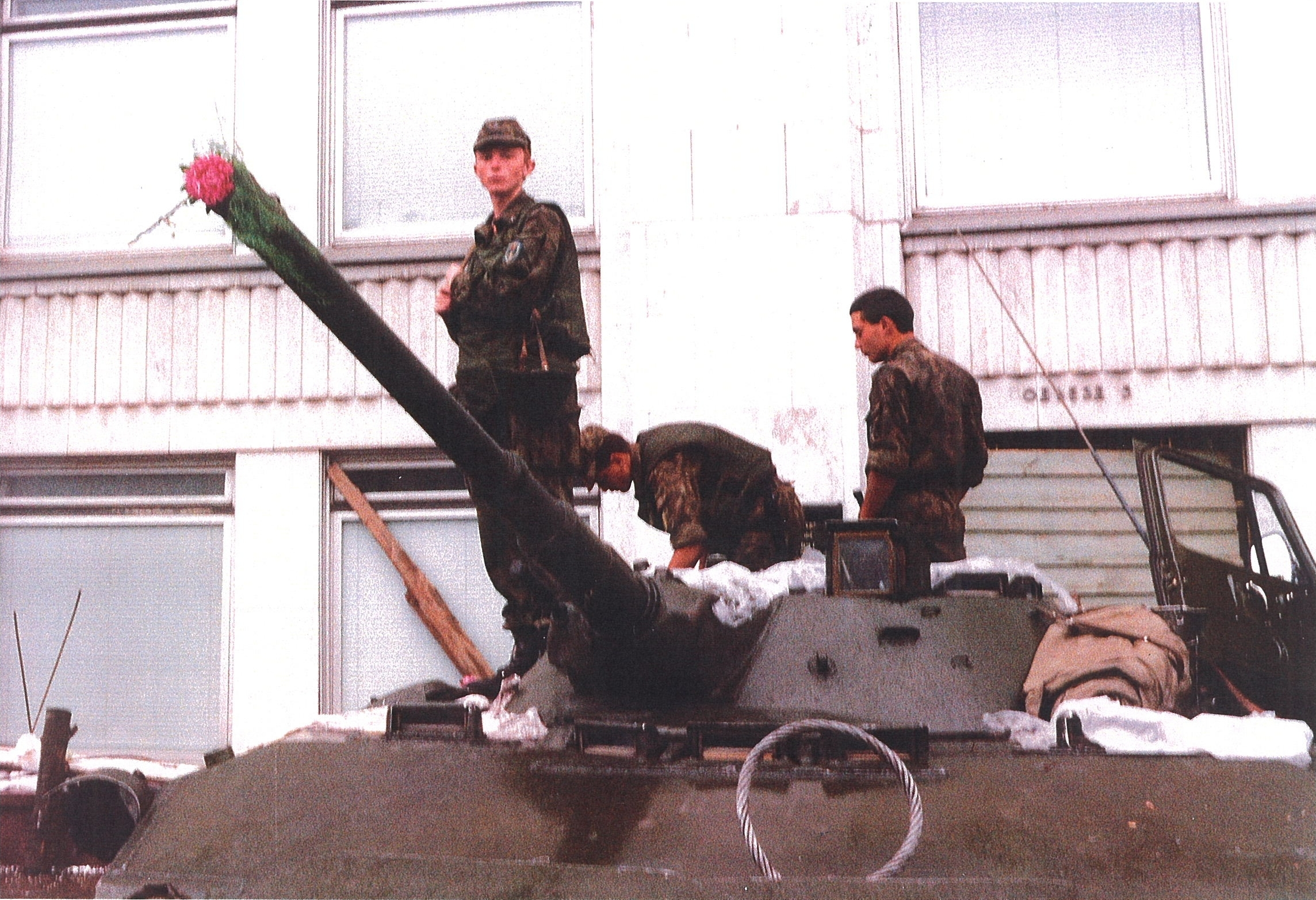
Цветы в дуле танка возле Белого дома. Август 1991

22 августа Ельцин своим указом отстранил от должности гендиректора советского информационного агентства ТАСС Льва Спиридонова и передал имущество агентства в собственность России. Было распущенно советское агентство печати «Новости», так же была запрещена партийная деятельность внутри этих организаций.
12:05 Президент СССР Горбачёв издал указы об освобождении от занимаемых должностей премьер-министра Павлова, председателя КГБ Крючкова и министра обороны СССР Язова и внёс их на рассмотрение Верховного Совета СССР. Также издан указ об увольнении начальника Службы охраны КГБ Юрия Плеханова. Леонид Шебаршин назначен исполняющим обязанности председателя КГБ СССР, Василий Трушин — временно исполняющим обязанности министра внутренних дел страны, Михаил Моисеев — временно исполняющим обязанности министра обороны СССР.
Единолично ни назначить премьера, ни уволить его президент не имел права. Не имел он таких прав и в отношении других членов Кабинета министров. Закон гласил: «В соответствии с Конституцией СССР Кабинет министров СССР формируется президентом СССР с учётом мнения Совета Федерации и по соглашению с Верховным Советом СССР. В таком же порядке вносятся изменения в состав Кабинета министров».

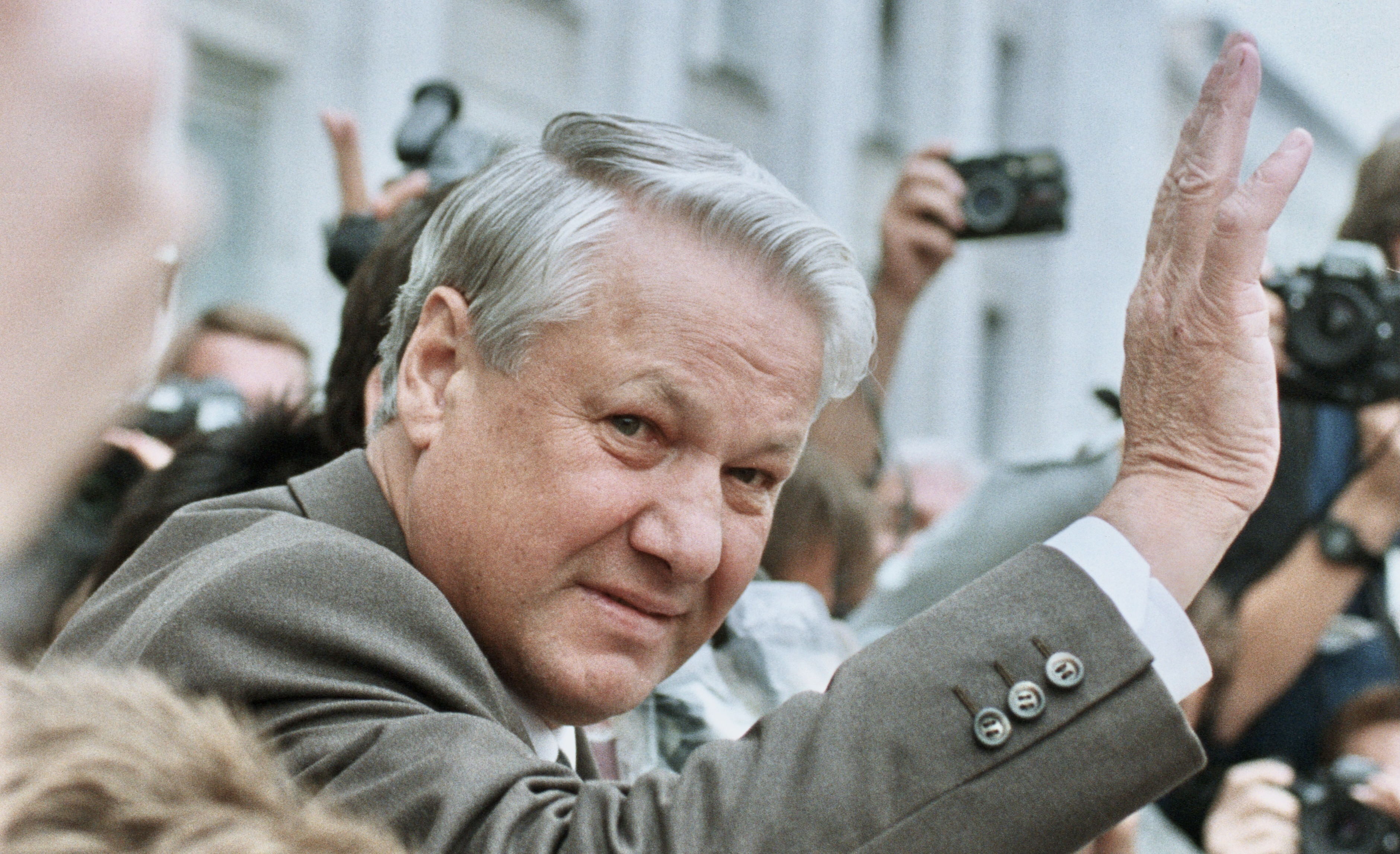
Борис Ельцин машет репортёрам, 22 августа 1991 г.

22 августа Б. Ельцин выступил по телевидению с новым обращением к соотечественникам. Он поблагодарил «трудовые коллективы, военнослужащих, всех граждан РСФСР за оказанную поддержку, солидарность в столь трудный для государства российского час». В обращении подчеркивалось, что победа над путчистами — в первую очередь заслуга населения и руководства Российской Федерации. «Именно благодаря поддержке всех слоев населения, — заявил Ельцин, — особенно молодежи, патриотически настроенных воинов Советской Армии, работников МВД РСФСР решительные действия руководства Российской Федерации обрели подлинную силу и обеспечили победу над политическими авантюристами, которые будут преданы суду». По словам Ельцина, необходимость во всеобщей забастовке как средстве отпора путчистам, к которой он призвал несколько дней назад, миновала. Его новый призыв, обращенный к российским гражданам, — приступить «к созидательной работе, направленной на экономическое и социальное обновление России, укрепление её независимости и могущества».
В тот же день, 22 августа, вечером Горбачёв провёл свою первую пресс-конференцию после путча, которая транслировалась по телевидению в прямом эфире. Он выступил за реформирование КПСС, выразил сожаления о судьбе социализма и о том, что уходят силы, которые должны были внести свой вклад в обновление партии, и что сам он до конца будет бороться за её обновление, оставаясь приверженцем социалистической идеи.

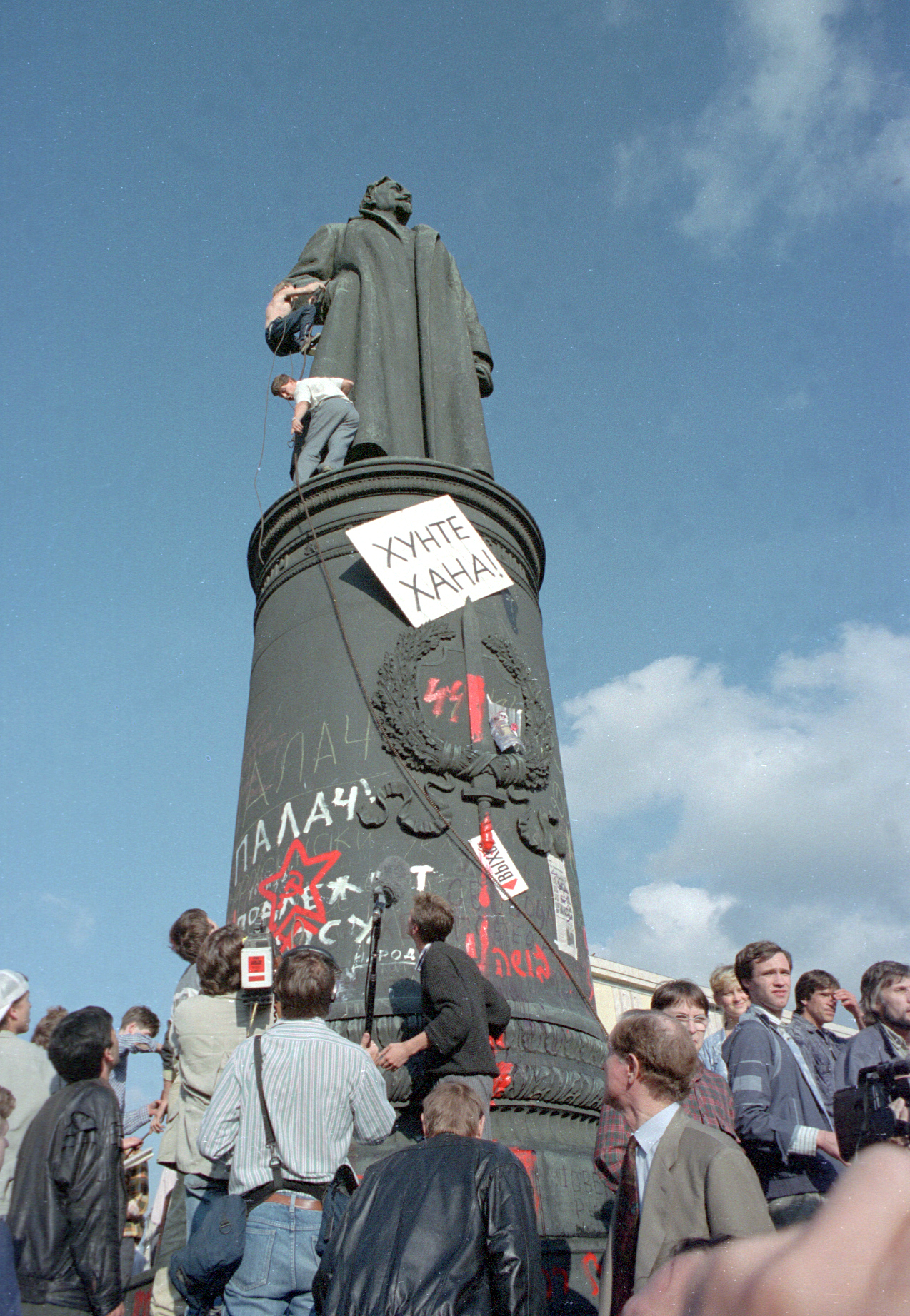
Митинг у памятника Дзержинскому в Москве, 22 августа 1991 г.

В 21:00 Янаев был доставлен в следственный изолятор г. Кашин Калининской (с мая 1992 г. — Тверской) области (туда же были доставлены Язов и Тизяков). Ночью 26 августа он был переведён в «Матросскую тишину».
К вечеру 22 августа основная часть манифестантов переместилась на Старую и Лубянскую (тогда ещё Дзержинского) площади. Перед фасадом здания КГБ «Лубянка-2» собралось не менее 20 тысяч человек, выкрикивавших антикоммунистические лозунги, певших антисоветские песни, а также писавших разного рода призывы и лозунги на цоколе здания. Собравшаяся толпа уже собиралась брать штурмом здание КГБ и бросилась свергать памятник Дзержинскому. Идея повалить статую возникла стихийно. Люди взбирались на неё, цепляли канат, тут же появился грузовик, к которому уже начали крепить концы каната. Если бы памятник повалили таким способом, то мог быть разрушен не только сам памятник, но и прилегающие к поверхности конструкции станции метро. Чтобы избежать таких разрушений, прибывший на площадь заместитель председателя Моссовета Сергей Станкевич обратился к собравшимся, а затем гарантировал, что если толпа прекратит буйствовать, то памятник будет демонтирован в течение ближайших нескольких часов. «Моссовет принял сегодня решение демонтировать всех этих идолов. Мы это сделаем…» обращался к собравшимся в мегафон Станкевич. «Сейчас, Сейчас!!» — кричала толпа.
В ночь с 22 на 23 августа по распоряжению Моссовета при массовом скоплении собравшегося на стихийный митинг народа был произведён демонтаж памятника Ф. Дзержинскому. К полуночи памятник был уже увезён, но митинг стихийно продолжался. В частности, выступивший перед толпой Мстислав Ростропович предложил установить здесь памятник Александру Солженицыну.

## Итоги

### Дальнейшие события
23 августа под давлением Ельцина Горбачёв назначил Министром обороны СССР Е. Шапошникова — маршала авиации, отказавшегося 19 августа 1991 г. подчиняться приказам Д. Язова, председателем КГБ СССР — В. Бакатина, министром внутренних дел СССР Ельцин предложил назначить генерала армии В. Баранникова, который уже исполнял обязанности министра внутренних дел РСФСР и считался доверенным лицом Ельцина, министром иностранных дел СССР был назначен Б. Панкин, посол в Чехословакии, отказавшийся признать ГКЧП.
Утром 23 августа Михаил Горбачев был приглашен Б. Ельциным и Р. Хасбулатовым в Белый дом на шедшую здесь уже второй день внеочередную сессию Верховного Совета РСФСР. На сессии Верховного Совета РСФСР Горбачев фактически оказался в положении ответчика. Депутаты Верховного Совета РСФСР требовали от Президента СССР, Генсека ЦК КПСС Горбачева распустить КПСС, запретить социализм. Ельцин потребовал у Горбачёва осудить КПСС, но, встретившись с его сопротивлением, подписал указ о приостановлении деятельности КП РСФСР на том основании, что она поддержала ГКЧП.
Утром 23 августа была попытка захвата здания городского управления МВД на Петровке. Участники митинга настаивали на назначении генерала Комиссарова начальником УВД Москвы. После призыва одного из чиновников мэрии идти к ЦК ситуация нормализовалась, захвата здания и оружия не произошло.
23 августа над Кремлём, помимо государственного флага СССР, стал развеваться исторический бело-сине-красный российский флаг. В тот же день из Лефортовской тюрьмы были освобождены Валерия Новодворская и Владимир Данилов, арестованные в мае 1991 года. Возле зданий ЦК КПСС на Старой площади скопились толпы москвичей. Перед зданием ЦК устроен митинг, возникла угроза стихийного захвата и разгрома зданий ЦК. Демонстранты водрузили российский триколор на здание ЦК КПСС на Старой площади. Бойцы из отрядов охраны Дома Советов оцепили здание во избежание возможных эксцессов. Около 15 часов присутствовавшие граждане организовали «коридор позора», сквозь который были вынуждены, покидая здание, пройти все партаппаратчики. Народ скандировал: «Позор!», «Сволочи!», «Убирайтесь!». По распоряжению мэра Москвы Г. Х. Попова здания ЦК и МГК КПСС были опечатаны и их деятельность была заблокирована. Органы КГБ и милиции оцепили все здания ЦК КПСС, ЦК КП РСФСР, КПК, МГК, а также зданий КГБ СССР. В тот же день в Москве были закрыты и опечатаны все райкомы КПСС.

Находившимся на площади сотрудникам милиции с трудом удалось спасти от расправы секретаря МГК Ю. Прокофьева. Толпа на площади ожесточалась. Угроза погрома возникла и для здания КГБ на площади Дзержинского. Успокоили возбужденную толпу только Ельцин и Руцкой, которым пришлось, прервав дела в Белом доме, прибыть на Старую площадь и на площадь Дзержинского с группой наиболее известных депутатов Верховного Совета РСФСР и СССР из числа демократов. Толпа людей вокруг здания ЦК КПСС не расходилась и ночью. Только 24 августа, после призывов к спокойствию, прозвучавших по телевидению и радио, эмоции в центре Москвы стали стихать.

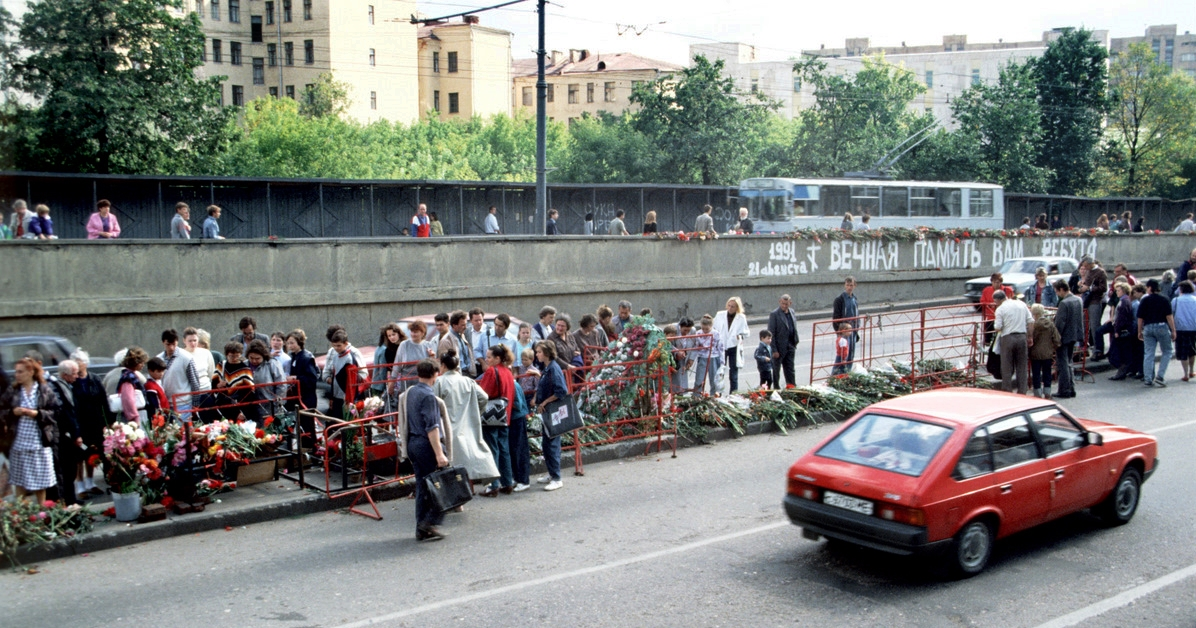
Место гибели на Садовом кольце. 25 августа 1991

24 августа 1991 года в Москве на панихиде на Манежной площади в честь трёх погибших защитников Белого дома и в траурной процессии приняло участие около 300.000 граждан. На траурном митинге выступали Б. Ельцин и другие руководители Российской Федерации, руководители мэрии Москвы, народные депутаты СССР и РСФСР, общественные деятели. М. Горбачев воздержался от непосредственного участия в мероприятиях, одновременно издав указ о присвоении трём погибшим москвичам звания Героев Советского Союза.
После сноса памятника Дзержинскому на Лубянской площади в Москве началась своеобразная кампания по сносу памятников. Были демонтированы памятники Свердлову на площади Революции, Калинину на Воздвиженке, в метро, на одноимённой станции, был снят бюст Свердлова. Несколько сотен человек пытались демонтировать памятник Ленину на Октябрьской площади и К. Марксу на Театральной, но, в силу их габаритов, этого сделать не удалось (их расписали разными лозунгами). Прибывшие на места депутаты Моссовета пообещали, что решение по этому вопросу будет принято Моссоветом в понедельник.
В тот же день М. С. Горбачев распустил Кабинет Министров СССР, сложил с себя полномочия Генерального секретаря ЦК КПСС и предложил ЦК КПСС самораспуститься.

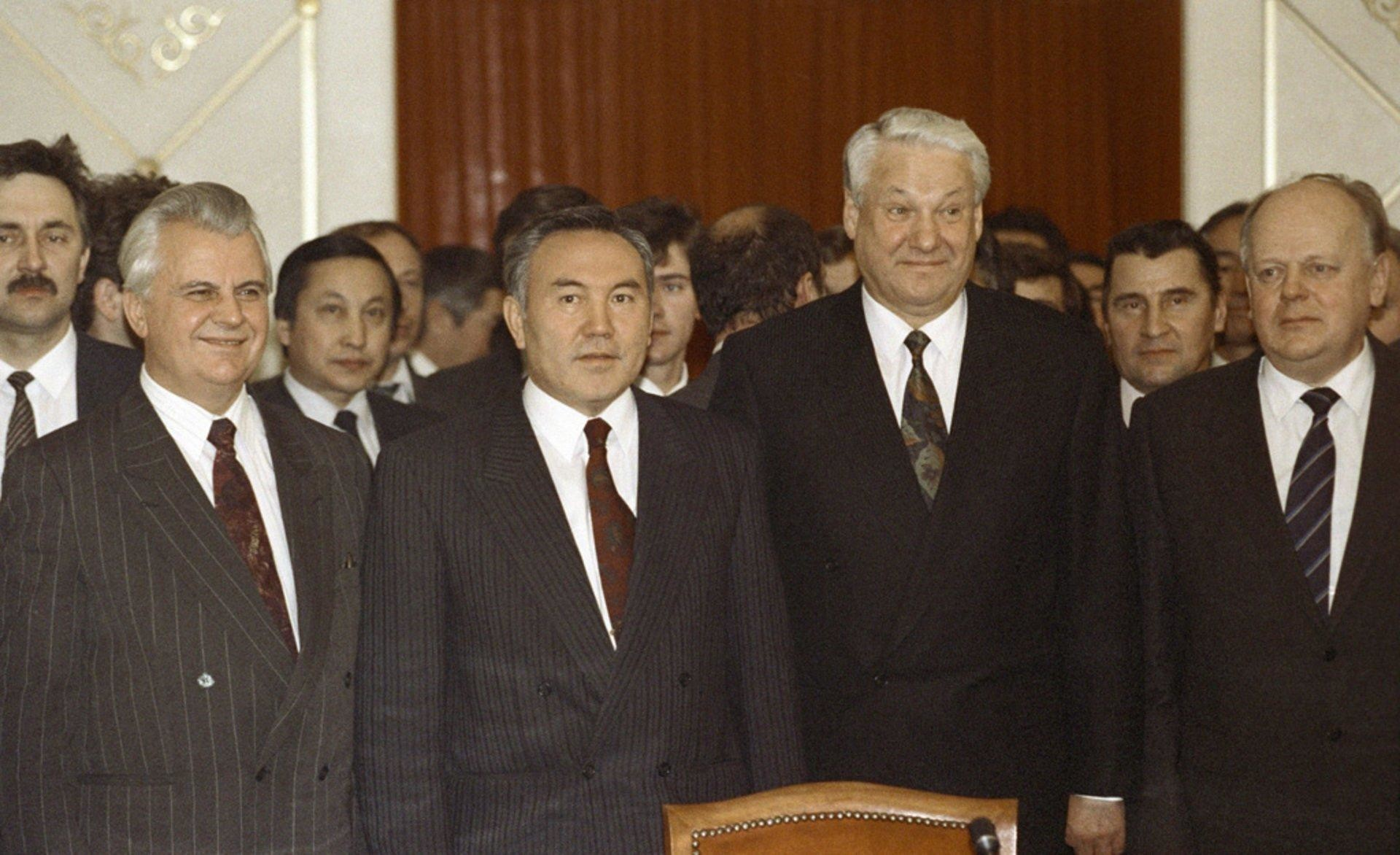
Лидеры союзных республик после подписания Протокола о создании СНГ. 21 декабря 1991

В конце августа — начале сентября 1991 года Президент СССР М. С. Горбачёв утрачивает почти все рычаги исполнительной власти, теряет контроль над экономикой, радио и телевидением, правительственной связью. После путча власть Президента СССР стала во многом иллюзорной, политическая инициатива теперь полностью находилась в руках Ельцина, сделавшего ставку на ликвидацию союзного центра в лице Горбачева. Ельцин предпринял ряд шагов, направленных на овладение союзными структурами посредством подчинения их российским, включая КГБ и армию. Во все союзные органы, в министерства и ведомства были направлены представители российского правительства с неограниченными функциями. Деятельность союзных органов оказалась практически парализованной. Б. Ельцин продолжал подписывать приказы, благодаря которым полюс власти перемещался в его сторону. Он, например, сделал подведомственным ему все местное управление на территории России. Это подразумевало, что в будущем именно он будет назначать руководящих лиц, смещать их с должности, они же будут отчитываться перед ним, а не перед союзным центром.
В сентябре 1991 года был распущен Съезд народных депутатов СССР. Власть Президента СССР Горбачева, лишившегося практически всех государственных структур, оказалась чисто условной. Все попытки президента СССР сохранить союзное государство, возобновить работу по подписанию нового союзного договора осенью 1991 года оказались безуспешными. В ноябре 1991 года Президентом РСФСР Ельциным была официально запрещена КПСС и КП РСФСР, происходит переподчинение министерств, ведомств СССР под юрисдикцию РСФСР.
В декабре СССР был окончательно упразднён в результате подписания Беловежских соглашений, а на его месте было образовано СНГ. 25 декабря 1991 года Президент СССР Горбачев уходит в отставку, а 26 декабря Верховный Совет СССР принял решение о самороспуске. Советский Союз уступил место России (РФ) и ещё 14 государствам. В самой России с конца 1991 года начались либеральные и рыночные реформы.

### Дальнейшая судьба участников событий
С 22 по 29 августа 1991 года члены ГКЧП и ряд лиц, формально в комитет не входивших, но способствовавших его деятельности, были арестованы, но впоследствии выпущены под подписку о невыезде.
В процессе начавшегося судебного разбирательства 23 февраля 1994 года подсудимые по делу ГКЧП были амнистированы Государственной Думой Федерального Собрания Российской Федерации, несмотря на возражение Ельцина. Один из подсудимых, Валентин Варенников, отказался принять амнистию, и судебное следствие в отношении него было возобновлено. 11 августа 1994 года Военная коллегия Верховного Суда России вынесла оправдательный приговор В. Варенникову.
Осенью 1991 года участники обороны Дома Советов безуспешно попытались создать свою общественную организацию, однако вместо неё сформировалось сразу несколько. Самая многочисленная группа сформировала общество «Август-91» (лидер Сергей Букалов). Некоторые из участников обороны Дома Советов образовали общественно-политическую организацию Союз «Живое Кольцо» (лидер К. М. Труевцев). Другое сформировавшееся общественно-политическое объединение — Общественно-патриотическое объединение добровольцев — защитников Белого дома в поддержку демократических реформ — «Отряд „Россия“» (лидер Владислав Крайник).

## Реакция в регионах. Противостояние в республиках, городах и областях

Позиция региональных советов на 20 августа
— Поддержка ГКЧП
— Нейтралитет/Нет информации
— Сопротивление ГКЧП
Штриховка — Выступления против ГКЧП

Руководители республиканских органов власти в большинстве случаев не вступали в открытую конфронтацию с ГКЧП, но саботировали его действия. Из руководства союзных республик открытую поддержку ГКЧП высказали: Председатель Верховного Совета Белорусской ССР Николай Дементей, 1-й секретарь ЦК Компартии Украины Станислав Гуренко, Президент Грузии Звиад Гамсахурдия и Верховные советы самопровозглашенных Приднестровской Молдавской ССР и Республики Гагаузия. Противниками ГКЧП заявили себя президенты РСФСР — Борис Ельцин и Кыргызстана — Аскар Акаев. Президент Молдовы Мирча Снегур в свою очередь издал указ, объявив ГКЧП вне закона.
В прибалтийских республиках в поддержку ГКЧП выступило руководство утративших к тому времени власть Компартии Литвы (М. Бурокявичюс), Компартии Латвии (А. Рубикс), а также Интердвижение Эстонии (Е. Коган).
В самой РСФСР ГКЧП поддержал президент Татарской АССР Минтимер Шаймиев и председатель Совета народных депутатов Сочи Юрий Поляков.
Помимо Москвы и Ленинграда митинги и демонстрации против антиконституционного переворота прошли в других городах РСФСР: Казани, Нижнем Новгороде, Самаре, Свердловске, Новосибирске, Калининграде, Челябинске, Барнауле, Красноярске, Тюмени, Архангельске, Туле, Кирове, Ростове-на-Дону, Краснодаре, Рязани, Калуге, Иркутске, Воронеже, Владивостоке, Магнитогорске, Петрозаводске, Грозном. Митинги и демонстрации против переворота прошли во многих городах страны, власти ряда регионов поддержали Президента РСФСР Ельцина и российское руководство. Также митинги прошли в дни путча и первые дни после него в столицах союзных республик — Киеве, Минске, Таллине, Вильнюсе, Кишиневе.
На Урале, в Свердловской области в дни путча почти во всех крупных городах состоялись сессии городских советов. В Свердловске, Нижнем Тагиле они признали действия ГКЧП незаконными. В Свердловске бастовали крупнейшие заводы: Уралмаш, ВИЗ, «Уралэлектротяжмаш», бастовали шахтёры Березовского, металлурги Красноуральска. В столице Урала с энтузиазмом восприняли решение о создании под Свердловском резервного пункта российского правительства.
Рабочие комитеты Кузбасса объявили о готовности начать бессрочную забастовку, шахтёры Воркуты начали бессрочную забастовку, мощную забастовку начали шахтёры Североуральска. 20 августа объявили о забастовке 45 угледобывающих предприятий Кузбасса, горняки всех шахт Воркутинского, Северо-Уральского бассейнов начали забастовку. Политическую забастовку объявили рабочие ряда других регионов РСФСР. Аналогичные заявления о готовности начать бессрочную забастовку были сделаны в Латвии, Эстонии, Молдавии, Белоруссии, на Украине.
Историк Дмитрий Левчик исследовал архивы крупнейших промышленных предприятий РСФСР и утверждает, что бунт против бунта был по-настоящему всенародным — а события августа 1991 года вовсе не закончились двадцать первого числа. Дмитрий Левчик в своей статье рассказал, как рабочие фабрик и шахт ответили ГКЧП, почему события августа 1991 года вовсе не закончились двадцать первого числа, насколько всенародным было восстание против путча и как разворачивались политические забастовки в глубинке. Историк сделал общий анализ положения в стране с 18 до 28 августа 1991 года.
Руководство Демократической партии России во главе Н. И. Травкиным в своём обращении заявило, что «не признает антиконституционную клику, поддерживает обращение руководства России к народу и призывает всех подняться на защиту своих конституционных прав. ДПР призвала к всеобщей политической стачке, а также потребовала чрезвычайного созыва съезда народных депутатов СССР, передать власть законным органам власти: Президенту страны, Президенту РСФСР, Съезду депутатов СССР и России».
Московский координационный совет Демократического союза сделал обращение к гражданам России, в котором призвал граждан страны начать бессрочную политическую стачку, не подчиняться распоряжениям узурпаторов власти, призывал оказывать активное сопротивление ГКЧП.
28 августа 1991 года известные общественные деятели (Афанасьев Ю. Н., Баткин Л. М., Библер В. С., Боннэр Е. Г., Буртин Ю. Г., Иванов Вяч. Вс, Тимофеев, Лев Михайлович) из группы «Независимая гражданская инициатива», которая рассматривалась ими как ядро последовательно либерального течения — в рамках движения Демократическая Россия, выступили с Обращением, где произошедшие 19-21 августа события трактовались как «Августовская революция», которая началась «в ответ на попытку правящей коммунистической клики повернуть историю вспять и кладущая конец существованию КПСС, КГБ, всего режима, подводит черту также под историей последней мировой империи, то есть государства СССР и его так называемого Центра…».

### Противостояние ГКЧП в Ленинграде
Утром 19 августа по городскому радио и телевидению передавались: Обращение ГКЧП к советскому народу, заявление Анатолия Лукьянова в его поддержку, а вслед за ними — обращение генерал-полковника В. Н. Самсонова, командующего Ленинградским военным округом, которого ГКЧП назначил военным комендантом Ленинграда. В нём Самсонов заявил о введении в городе и на прилегающих территориях чрезвычайного положения и специальных мер (запрет на проведение собраний, установление контроля за средствами массовой информации, ограничение движения транспортных средств и т. д.). В Ленинград была введена 36-я отдельная воздушно-десантная бригада в составе более 500 военнослужащих со стрелковым оружием; в направлении к Ленинграду двигались две группы воздушно-десантных войск из-под Пскова в составе более 1200 военнослужащих со стрелковым оружием и бронетехникой с полным боекомплектом.

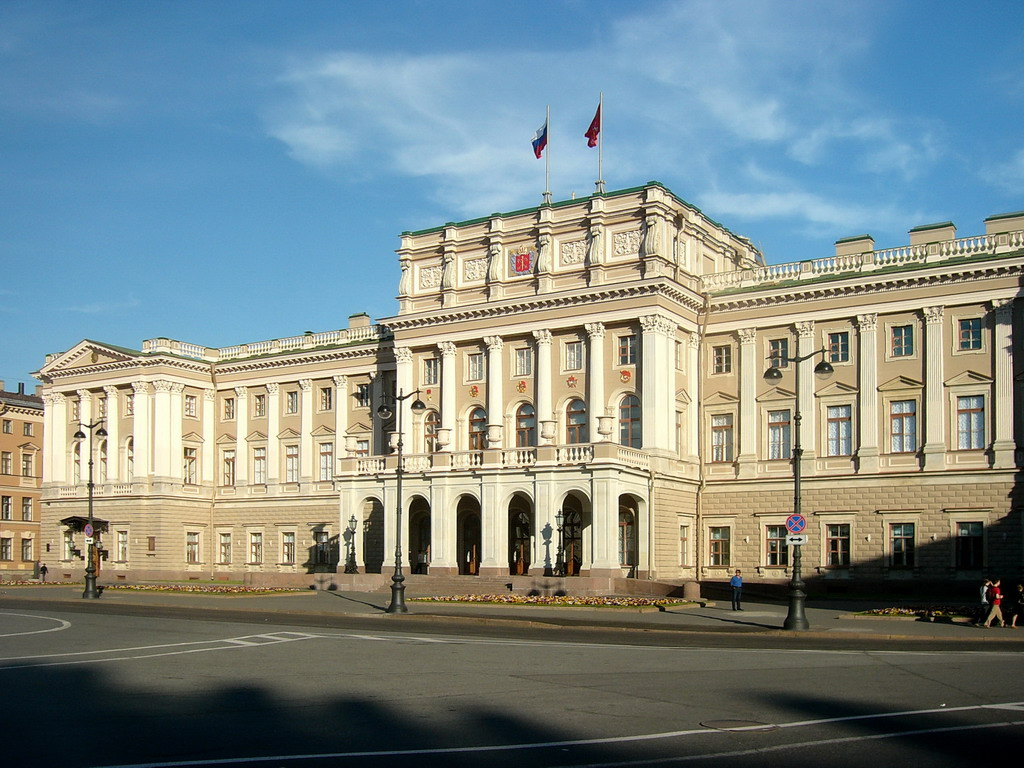
Мариинский дворец (в 1991 году — здание Ленсовета)

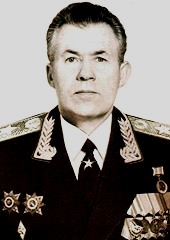
Виктор Самсонов — военный комендант Ленинграда, назначенный ГКЧП

Здание Ленсовета (Мариинский дворец), в котором была наиболее сильна демократическая фракция, 19 августа превратилось в штаб противодействия комитету, одновременно на Исаакиевской площади перед Мариинским дворцом стали собираться горожане — начался постоянный стихийный митинг. На площади были установлены мегафоны, передававшие последние сводки о событиях и выступления с заседания президиума Ленсовета, открывшегося в 10 часов. Площадь и прилегающие к дворцу улицы, а также улицы у телецентра покрылись баррикадами.
В городе в дни августовского путча вещали свободные радиостанции «Балтика», «Радио Рокс» и «Открытый город».
Мэр города А. А. Собчак накануне прибыл в Москву для участия в составе российской делегации в планировавшемся подписании нового Союзного договора. Составив вместе с Б. Н. Ельциным и другими руководителями демократического сопротивления текст Обращения к гражданам России, он около 14 часов вылетел в Ленинград. Сразу по прибытии он отправился не в Мариинский дворец, как ожидалось, а в штаб генерала Самсонова, где убедил последнего воздержаться от ввода войск в город без письменного приказа Язова. Самсонов после разговора с Собчаком связался с Язовым и предложил сформулировать письменный приказ и доставить его военной спецсвязью на самолёте-истребителе. Язов на словах согласился, но письменно приказ не оформил и Самсонову не отправил.

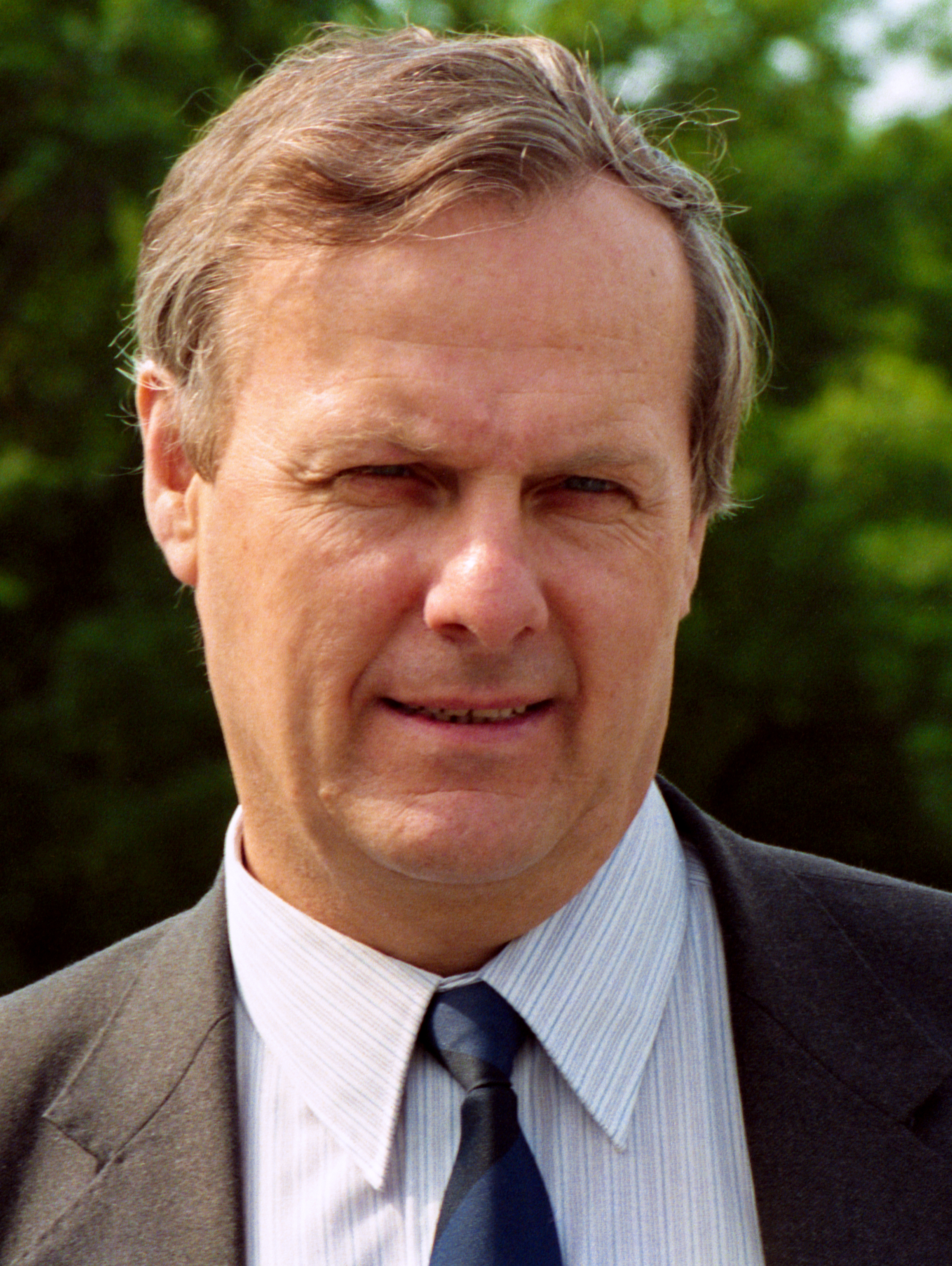
Мэр Ленинграда Анатолий Собчак

Уйдя от Самсонова, Собчак выступил на чрезвычайной сессии Ленсовета, открывшейся в 16:30. Сессия приняла решение о создании штаба по действиям в чрезвычайной Ситуации. В состав штаба вошли представители мэрии, депутаты Ленсовета, России и Союза. Депутаты приняли обращение к военнослужащим Ленинградского гарнизона, сотрудникам КГБ и МВД с призывом не исполнять преступные приказы. После сессии Ленсовета Собчак обратился к горожанам по телевидению (19 августа 1991 года ленинградское телевидение было единственным в СССР, которому удалось выпустить в эфир передачу, направленную против ГКЧП). Вместе с Собчаком в студии были председатель Ленсовета А. Н. Беляев, председатель Облсовета Ю. Ф. Яров и вице-мэр В. Н. Щербаков. Собчак сообщил, что завтра выйдут все газеты (военная цензура отменена, типографию Лениздата охраняет ОМОН). Подразделения ГУВД города и области выполняют распоряжения мэрии. Щербаков только вернулся из штаба Ленинградского военного округа, где беседовал с командующим Самсоновым. Тот подтвердил, что к Ленинграду действительно подходят войска, но пообещал, что в город они не войдут, и в свою очередь попросил, чтобы на митинге 20 августа не было подстрекательских призывов против армии. Своё выступление они закончили призывом к горожанам: выйти утром 20 августа на Дворцовую площадь на митинг протеста.
По сообщениям, поступившим к 3 часам ночи 20 августа, к Гатчине приближалась колонна танков и бронетранспортеров — около 150 машин. 20 августа в 5 утра к Ленинграду выступили 103-я воздушно-десантная дивизия (г. Витебск) и 76-я воздушно-десантная дивизия (г. Псков), но в город не вошли, а были остановлены под Сиверской (70 км от города). Перемещения войсковых частей в окрестностях и подтягивание их к городу продолжались и в ночь на 21 августа (о них регулярно сообщало «Радио Балтика»), но в итоге В. Н. Самсонов сдержал данное А. А. Собчаку слово, и в город их вводить не стал, тем более что письменного приказа Язова на это не имел.
На митинге 20 августа на Дворцовой площади, в котором приняли участие около 400 тыс. человек, наряду с руководителями города А. Беляевым, В. Щербаковым и А. Собчаком выступили с осуждением ГКЧП многие видные деятели политики и культуры (народные депутаты М. Е. Салье и Ю. Ю. Болдырев, поэт и композитор А. А. Дольский, академик Д. С. Лихачёв, официальный представитель Православной Церкви отец Павел, благословивший собравшихся и другие). В этом митинге принимал участие и председатель Комитета по внешним связям мэрии Ленинграда Владимир Путин, который через 8 лет станет преемником Ельцина на посту президента России. В тот же день Путин подал рапорт об увольнении из КГБ. Маршал Д. Язов требует разогнать митингующих; глава путчистов в Ленинграде генерал Самсонов подтягивает подкрепление в здание штаба ЛенВО, но, не имея под рукой достаточных сил, не решается выполнить этот приказ.
В ночь с 20 на 21 августа получено радиосообщение о начале штурма Белого Дома в Москве и имеющихся жертвах. Одновременно становится известно о движении на Ленинград колонны бронетехники, выполняющей приказы путчистов. В 00.10. радиостанции начинают передавать в эфир обращение председателя Ленсовета А. Беляева с призывом к «мужчинам, способным встать на защиту», идти на Исаакиевскую площадь, где остаётся не более 5000 защитников, в том числе отряд «Русского Знамени». В это время группа членов «Русского Знамени», находящаяся у телецентра, узнав о начале кровопролития и марше колонны войск ГКЧП на Ленинград, сбрасывает с пьедестала один из памятников Ленину на Петроградской стороне. Утром пришло сообщение о том, что Ленинградская военно-морская база переходит в подчинение российской власти. По некоторым данным, на утро 21 августа спецназ ГРУ покинул Ленинград. Танки тоже вернулись в свои воинские части. Народ также стал расходиться по домам.
После провала путча 22 августа Мэр Ленинграда Собчак подписывает распоряжение «о проведении торжественной церемонии поднятия нового, трёхцветного Государственного флага России над зданием мэрии и Ленсовета». А. Собчак обращается к патриотическому объединению «Русское Знамя» с просьбой поднять над Мариинским дворцом бело-сине-красный флаг на торжественной церемонии. Вечером на Исаакиевской площади начинается митинг по случаю победы антикоммунистических сил. В 17:00. члены «РЗ» Д. К. Матлин, А. А. Сычёв и В. В. Шорин, а также депутат Ленсовета В. В. Скойбеда, поднявшись на крышу Мариинского дворца, на глазах тысяч жителей города срывают советский флаг и водружают над Северной столицей России бело-сине-красное полотнище. 22 августа на Дворцовой площади состоялся задуманный как акция протеста против путча рок концерт «Рок против танков», собравший около 50 000 человек.

## Международная реакция на события

Внешнеполитическое положение ГКЧП
— Поддержка ГКЧП
— Нейтралитет/Нет информации
— Осуждение ГКЧП

В мире действия ГКЧП поддержал президент Франции Франсуа Миттеран. По его словам, он готов сотрудничать с «новым руководством СССР». Также в поддержку ГКЧП выступило правительство Китайской Народной Республики. Действия ГКЧП одобрили руководства Ирака, Ливии и СФРЮ, а также палестинский лидер Ясир Арафат. 20 августа руководитель Ливии Муаммар Каддафи отправил телеграмму на имя Г. И. Янаева, в которой поздравил его со «смелым историческим деянием» и выразил свою поддержку.
Президент Ирака Саддам Хусейн назвал переворот в Москве «хорошо сделанным делом» и выразил надежду, что благодаря перевороту «мы восстановим баланс сил в мире».
Президент США Джордж Буш осудил «антиконституционное использование силы», поддержав «призыв президента Ельцина к восстановлению законных органов власти». Премьер-министр Великобритании Джон Мэйджор так же осудил ГКЧП.

## Жертвы
Жертвами Августовского путча стали:

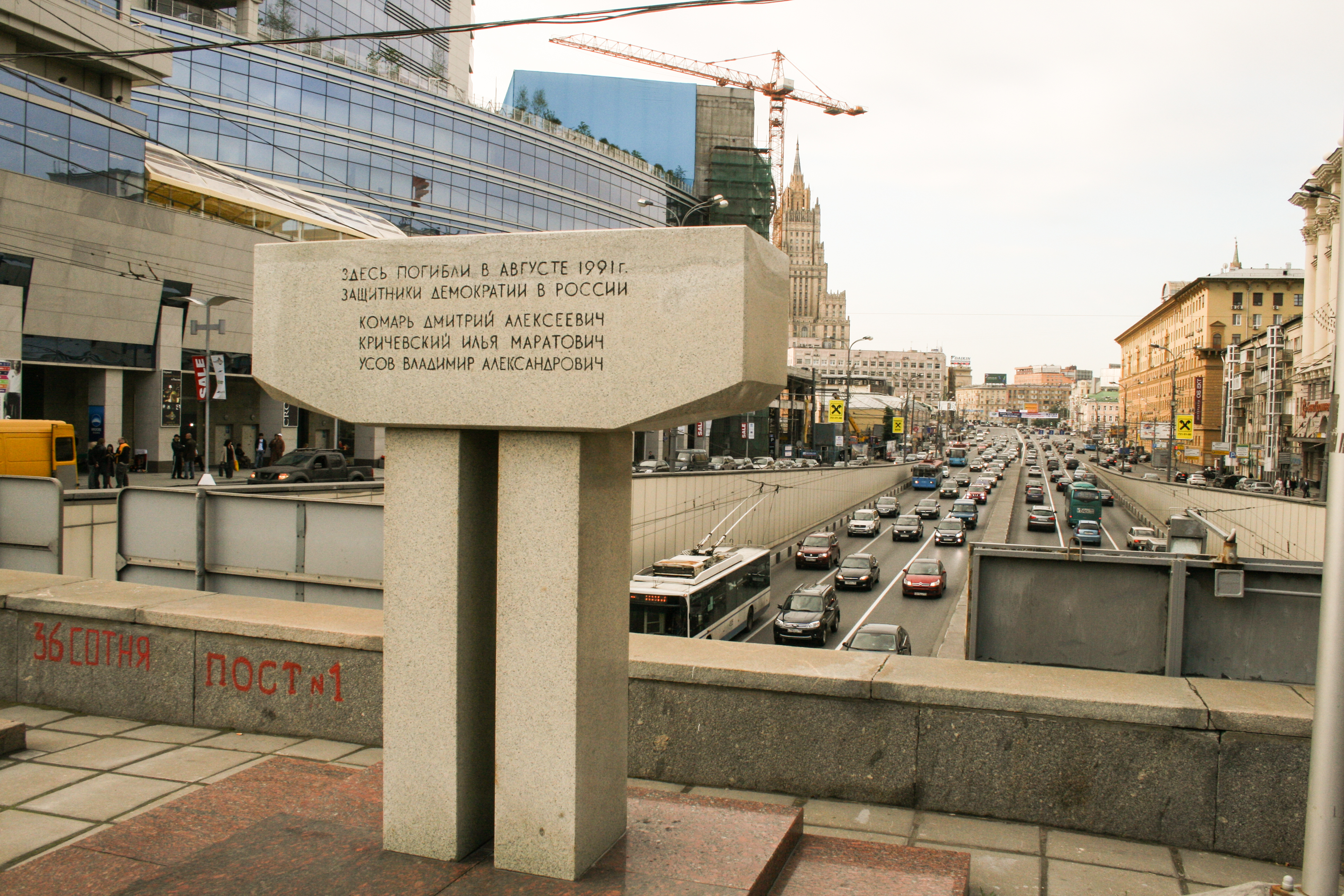
Памятный знак на месте гибели трёх противников путча

- Кричевский, Илья Маратович — архитектор проектно-строительного кооператива «Коммунар»;
- Комарь, Дмитрий Алексеевич — участник войны в Афганистане, водитель автопогрузчика;
- Усов, Владимир Александрович — экономист совместного предприятия «Иком», сын контр-адмирала.

Все трое погибли в ночь на 21 августа во время инцидента в тоннеле на Садовом Кольце. 24 августа 1991 года указами президента СССР М. С. Горбачёва всем троим посмертно было присвоено звание Героя Советского Союза «за мужество и гражданскую доблесть, проявленные при защите демократии и конституционного строя СССР». Год спустя все трое стали первыми награждёнными (посмертно) медалью «Защитнику свободной России».

Жертвы противостояния ГКЧП на одних из последних почтовых марках СССР
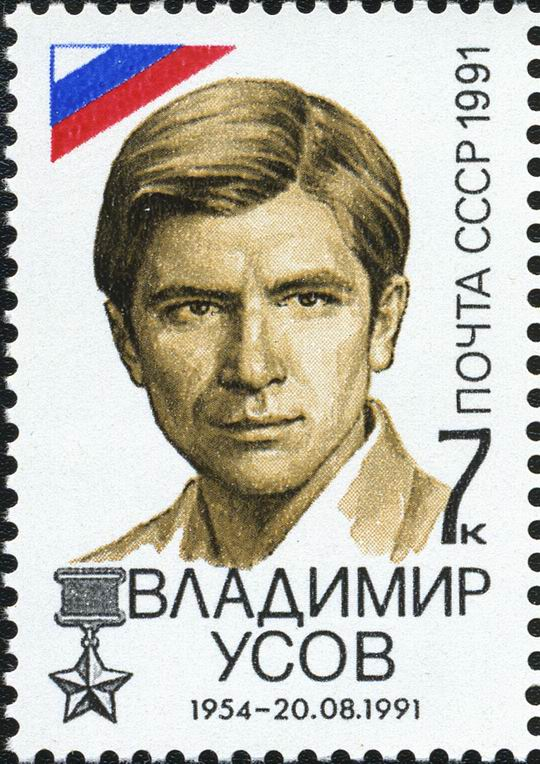
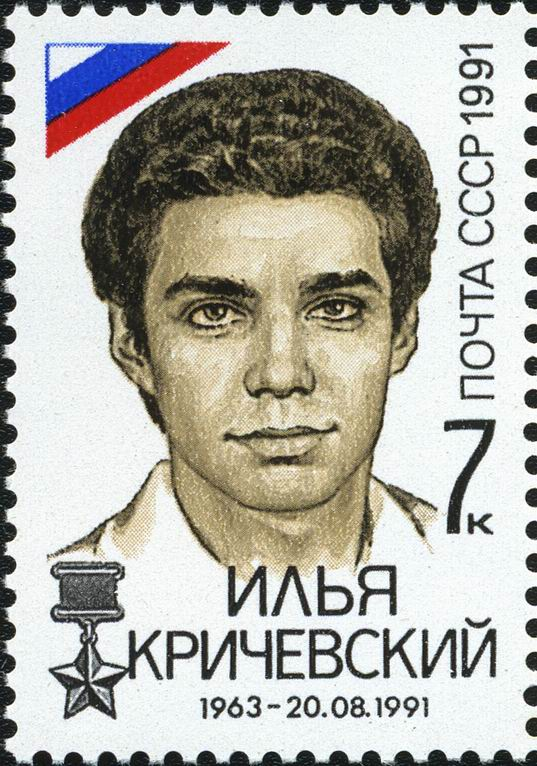
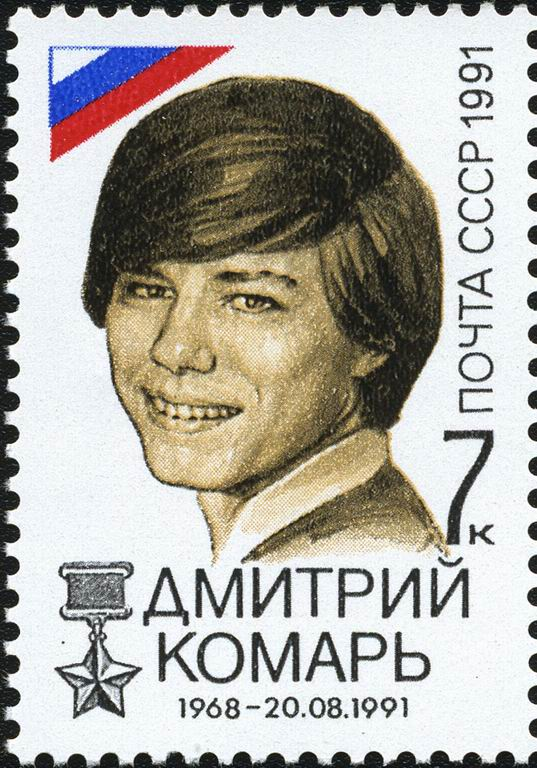

Несмотря на то, что фамилии Кричевского, Комаря и Усова называются в качестве единственных жертв путча, предположительно ещё двух человек можно причислить к потерям августовских событий:
- Николай Лябин — участник войны в Афганистане, предположительно, погибший 19 августа на баррикадах у «Белого дома».
- Артурас Сакалаускас[лит.] (не стоит путать с рядовым по имени Артурас Сакалаускас, который в 1987 году убил нескольких своих сослуживцев) — житель Вильнюса, погибший 21 августа, предположительно, во время столкновений с советской армией.

Также к косвенным жертвам августовских событий можно отнести Михаила Агурского: Агурский — советский диссидент и израильский историк, приехавший в августе 1991 года на «Конгресс соотечественников». Умер 21 августа от сердечного приступа в номере гостиницы «Россия», находясь под впечатлением от событий неудавшегося переворота.

## Самоубийства должностных лиц СССР и ЦК КПСС
Министр внутренних дел СССР, член ГКЧП Б. К. Пуго покончил жизнь самоубийством, застрелившись дома из пистолета, когда узнал, что к нему выехала группа для его ареста. В операции по аресту Пуго лично участвовали основатель партии «Яблоко» Григорий Явлинский вместе с председателем КГБ РСФСР Виктором Иваненко. На месте гибели Пуго были найдены три гильзы. Григорий Явлинский, ссылаясь на данные следствия, говорит, что последний выстрел был произведён супругой Пуго Валентиной Ивановной, которая также стреляла в себя и умерла через три дня не приходя в сознание.
24 августа 1991 года в 21:50 в служебном кабинете № 19 «а» в корпусе 1 Московского Кремля дежурным офицером охраны Коротеевым было обнаружено тело Маршала Советского Союза Ахромеева Сергея Фёдоровича, работавшего советником Президента СССР. Согласно версии следствия, маршал покончил жизнь самоубийством, оставив предсмертную записку, в которой так объяснил свой поступок:
Не могу жить, когда гибнет моё Отечество и уничтожается всё, что я всегда считал смыслом в моей жизни. Возраст и прошедшая моя жизнь дают мне право уйти из жизни. Я боролся до конца
Около пяти утра 26 августа 1991 года управляющий делами ЦК КПСС Н. Е. Кручина при неясных обстоятельствах выпал с балкона своей квартиры на пятом этаже дома в Плотниковом переулке и разбился насмерть. Согласно данным, которые приводят журналисты газеты «Московские новости», Кручина оставил на столе предсмертную записку. Согласно данным журналистов «Московских новостей», на кресле у рабочего стола Кручина оставил толстую папку с документами, содержащими подробную информацию о нелегальной коммерческой деятельности КПСС и КГБ, в том числе о создании офшорных предприятий на деньги партии за пределами СССР за последние годы.
6 октября того же года из окна своей квартиры падает предшественник Кручины на посту начальника УД ЦК КПСС 80-летний Георгий Павлов.
Менее замеченным осталось самоубийство 17 октября 1991 года бывшего заместителя заведующего Международным отделом ЦК КПСС Дмитрия Лисоволика, также выбросившегося из окна своей квартиры.

## Значение
|                              |
| Одна из последних марок СССР |

Август 1991 года стал одним из тех событий, которые ознаменовали конец власти КПСС и распад СССР и, по мнению одних, дал толчок демократическим переменам в России.
Бывший президент СССР Михаил Горбачев в интервью немецкому журналу Der Spiegel обвинил в распаде Советского Союза организаторов Августовского путча в 1991 году, а также тех, кто воспользовался событиями августовского путча 1991 года для развала СССР: «За конец перестройки и развал Советского Союза ответственны те, кто организовал путч в августе 1991-го, а после путча использовал ослабленную позицию президента СССР», — сказал Горбачёв.

Первый президент России Борис Ельцин писал в своей книге «Записки президента» о августовском путче и его значении: «Я считаю, что XX век закончился 19 — 21 августа 1991 года. И если выборы первого свободно избранного Президента России — событие общенациональное, то провал августовского путча — событие глобальное, планетарное. XX век по большей части был веком страха. Таких кошмаров, как тоталитаризм и фашизм, кошмар коммунизма, концентрационных лагерей, геноцида, атомной чумы, человечество ещё не знало. И вот в эти три дня кончился один век, начался другой. Быть может, кому-то такое утверждение покажется слишком оптимистическим, но я в это верю. Верю, потому что в эти дни рухнула последняя империя. А именно имперская политика и имперское мышление в самом начале века сыграли с человечеством злую шутку, послужили детонатором всех этих процессов. Однако вслед за „августовской революцией“, как её называют, наступили для нашего народа не самые лёгкие дни. Ожидали рая земного, а получили инфляцию, безработицу, экономический шок и политический кризис».

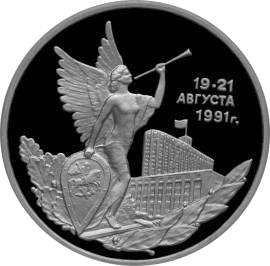
Памятная монета «Победа демократических сил России 19-21 августа 1991 года»

Геннадий Бурбулис об августовских событиях 1991 года: "Мы можем гордиться тем, что победа над ГКЧП принесла с собой важную энергетику веры. И именно эта энергетика позволила не откладывать трусливо проведение радикальных реформ. Она же помогла нам в сложнейшей ситуации декабря 1991 года, когда ни один орган власти и управления СССР не функционировал. …Империя советская, начиненная бесконечными арсеналами оружия, распалась юридически безупречно, и было создано Содружество независимых государств.
«ГКЧП мог бы удержать Советский Союз при одном и главном условии, — считает политолог Сергей Михеев, — если бы его членов не предал и открыто и всецело поддержал бы сам Горбачев. Экс-лидер СССР не отрицал и не отрицает, что у него были контакты с членами ГКЧП. Но по сути, он занял такую лукавую позицию, типа, вы делайте, и если у вас получится — я этим воспользуюсь, а если не получится — я здесь ни при чём. Он предал и их, и собственную страну. А вот если бы Горбачев занял ту принципиальную позицию, какую надлежало занять главе государства, то у них был шанс сохранить СССР».
По мнению политолога Леонида Радзиховского, в августе 1991 года в России началась буржуазно-демократическая революция, закончившаяся событиями октября 1993 года. «Революция — это и есть целенаправленное (или стихийное) уничтожение существовавших ранее законов, с точки зрения законов предшествующей эпохи революция есть тягчайшее государственное преступление» — пишет Радзиховский. По его мнению Ельцин в 1991—1993 гг. был, несомненно, президентом-революционером, а ВС РСФСР (РФ) — революционным парламентом.
Как отметил в 2011 году Борис Райтшустер, «Большинство жителей страны ассоциируют события тех дней не с победой над авторитарным режимом, а с развалом Советского Союза».
По оценкам Лебедя это была политтехнологическая операция для подрыва влияния КПСС, разгрома силовых ведомств и развала страны.
Кандидат исторических наук Владимир Согрин считает события августа 1991 года народной демократической революцией. По его мнению «народ впервые за многие годы ощутил себя творцом истории. И он действительно был творцом истории. Он сыграл решающую роль в крушении коммунизма, в крахе ГКЧП и в победе этой революции. Народ доказал, что он иногда, пусть редко, но в решающие моменты истории является её движущей силой. Демократическая революция может происходить и „сверху“, а это была демократическая революция „снизу“. Хотя, вообще говоря, это было единение низов и демократических верхов».
Немецкий историк, специалист по истории стран Восточной Европы и эксперт по России Игнац Лозо в своей монографии «Августовский путч 1991 года. Как это было» писал о значении августовских событий: «Путч и его провал переросли в революцию, хотя и не всенародную, но имеющую политический характер: официально был подтвержден конец государственной коммунистической идеологии, КПСС так же перестала существовать в качестве политической силы. Двоевластию в Москве пришёл конец, Борис Ельцин лишил власти не только защитников системы, но и фактически Михаила Горбачёва после его возвращения из Фороса. 22 августа 1991 года, через 74 года, вновь официальным государственным символом стал российский бело-сине-красный флаг. Всевластие КГБ закончилось, памятник его основателю, на протяжении десятилетий символизирующий террор против своего народа, был снесён. Сразу после путча большинство республик объявили о своей независимости». Лозо пишет о неоценимом значении августовских событий: «августовская революция, начавшаяся с путча, не оправдала надежды многих российских граждан, однако она была неоценима: дело не дошло до кровопролитного столкновения между защитниками старого порядка и демократическими силами».

## Август 1991 года в культуре и искусстве
- Бард Александр Городницкий написал песню[236], известную в исполнении артиста Александра Хочинского.
- Теме августовского путча и событий, которые он спровоцировал, посвящена остросоциальная песня Игоря Талькова «Господин президент» (1991).
- В первой версии песни Олега Газманова «Офицеры» 2-й куплет был посвящён событиям августа 1991-го и троим погибшим.
- Роман Александра Проханова «Последний солдат империи» был полностью посвящён августовским событиям 1991 года.
- Роман Павла Санаева «Хроники Раздолбая» (2013) описывал события августа 1991 года в Москве и общественные настроения жителей города.
- Песня Константина Кинчева «Смутные дни» о августовских событиях 1991 года.
- Песня «Мальчики 1991 года» (музыка, вокал, гитара — Антон Родионов, стихи — Илья Лируж).
- В романе Анатолия Дроздова «Реваншист» (2018) описан альтернативный вариант развития событий путча.

### В кинематографе
- «Невозвращенец» — аллюзия и пророчество на события 19 августа.
- В 1991 году на студии «Пилот» был снят короткометражный мультфильм «Путч».
- Упомянут в мультфильме «Всё хорошо» Роберта Саакянца (1991).
- «Три дня» (Советский литовский фильм 1991 года; реж. Шарунас Бартас).
- «Три августовских дня» (1992, Россия — США).
- «Кодекс бесчестия» (1993, Россия).
- «Заговор скурлатаев» (1993, Россия — Беларусь).
- События путча кратко показаны в мультфильме Latvietis (2007, Animācijas brigāde).
- «Ельцин. Три дня в августе» (НТВ, 2011, реж. А. Мохов).

### В документалистике
- Владимир Алеников, Григорий Амнуэль. «Пробуждение. Хроника переломных дней» (1991)[237]
- «Время отпуска» (1991, АТВ)[238]
- Нина Соболева. «Три дня и две ночи» (1991, Союзтелефильм)[239]
- Ангус Маккуин. «Вторая русская революция», 8 серия (1991, Би-Би-Си)[240]
- Павел Шеремет, Сергей Головецкий. «Август 91-го. Заговор обречённых» (2001—2006, Первый канал)[241]
- Сергей Медведев. «Лебединое озеро по заказу ГКЧП» (2001, Первый канал)[242]
- Антон Гришин. «Дети великого Августа» (2001, НТВ)[242]
- Евгений Киселёв. «Новейшая история. Три дня в августе» (2001, МНВК ТВ-6)[243]
- Александр Стефанович, Николай Сванидзе. «Жаркий август 91 года» (2001, РТР)
- «Неизвестный путч или Завтра всё будет по-другому» (С. Либин, 2009)
- Михаил Черваков, Марика Джапаридзе. «Август 1991. Версии» (2011, ВГТРК)[244]
- Владимир Чернышёв. «СССР. Крах империи» (2011, НТВ)[245]
- Михаил Черваков, Марика Джапаридзе. «Август 1991. Неглавные герои» (2012, ВГТРК)[246]
- Сергей Лозница. «Событие» (2015, Atoms&Void)
- «Операция „ГКЧП“» (2016, ТРК «Звезда»)[247]
- Алена Абрамович, Мария Трейман. «ГКЧП против Горбачева. Спектакль окончен» (2017, ТВЦ)[248]
- Наиля Аскер-заде, Кирилл Егоров. «ГКЧП. 30 лет спустя» (2021, ВГТРК)[249]
- Александр Стефанович. «Следствие по путчу. Разлом» (2021, Первый канал)[250]
- Александр Горбачев «Август 1991 года до и после». (2021)
- Адам Кёртис. «Россия 1985—1999: TraumaZone» (2022, ВВС)